# 鶴澤徳太郎
鶴澤 徳太郎（つるさわ とくたろう）は義太夫節三味線方の名跡。初代の本名である徳太郎に由来し、鶴澤三二、鶴澤清六・鶴澤道八の前名に位置付けられている。定紋は六代目より中陰蔦。

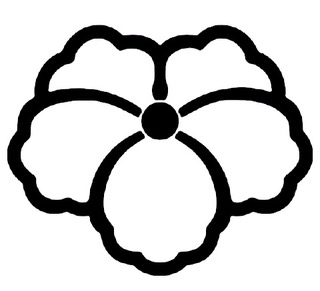
中陰蔦

## 初代
（文政7年（1824年） - 明治11年（1878年）5月24日）※『義太夫年表 明治篇』は5月23日とする。
初代鶴澤徳太郎 → 初代鶴澤清六
本名：鶴澤徳太郎。屋号：萬屋。俳名：糸鳳。大坂南船場出身。二代目鶴澤清七（笹屋清七）の門弟。通称：畳屋町。

### 一門
師匠は二代目鶴澤清七。祖父師匠は初代鶴澤清七。兄弟弟子に三代目鶴澤清七、初代鶴澤勝七、初代鶴澤重造、初代鶴澤燕三。門弟に二代目鶴澤徳太郎、二代目鶴澤清六（三代目徳太郎）、二代目鶴澤勝七、二代目鶴澤吉左衛門、五代目鶴澤寬治（初代寛治郎）、鶴澤清三郎、鶴澤清五郎、鶴澤清鳳、五代目花澤伊左衛門（四代竹本播磨太夫）、花澤鶴右衛門、花澤鳳六。孫弟子に初代鶴澤道八、八代目鶴澤三二（四代目徳太郎）、二代目鶴澤寛治郎。曾孫弟子に四代目鶴澤清六（五代目徳太郎）、二代目鶴澤道八（六代目徳太郎）、六代目鶴澤寬治、二代目野澤喜左衛門。

### 親族
妻は鶴澤ます。娘は鶴澤きくで、最初初代豊澤新左衛門に嫁ぎ、死別の後、法善寺と呼ばれた三代目竹本津太夫（七代目竹本綱太夫）の生涯の伴侶となったことから、鶴澤清六家（初代・四代）と竹本津太夫家（初代～三代）＝竹本綱太夫家（七代）が一緒になった。初代豊澤新左衛門と鶴澤きくの娘である鶴澤あい（通称：おあい）は、最初豊澤九市と結婚した。これは豊澤九市が二代目鶴澤清六の襲名含みで鶴澤清六家に婿入りしたためである。しかし、九市は清六家に入ってから腕が下がったととの評判が出たため、妻あいから見れば実父であり、九市からは岳父である初代新左衛門に頼み、離縁した。その後、九市は二代目豊澤團平を襲名した。その九市が弾いていた初代竹本春子太夫（三代目竹本大隅太夫）にあいは再び嫁いだ。三代目大隅太夫とあいの間の娘が鶴澤とく（通称：おとく）で、祖父母である三代目津太夫と鶴澤きくに引き取られ、娘同様に育てられた。その鶴澤とくの娘が五代目鶴澤徳太郎と結婚し、初代鶴澤清六＝ます夫妻から五代目にして、直系での鶴澤徳太郎⇒鶴澤清六の相続となった。また、四代目鶴澤清六の義弟である初代鶴澤清友が六代目鶴澤徳太郎を襲名し、鶴澤清六家を相続。後に二代目鶴澤道八を襲名し、孫である六代目織太夫と鶴澤清馗の叔母が初代鶴澤道八家に嫁いだことで、鶴澤道八家（初代、二代）とも鶴澤清六家は縁戚となった。このように初代清六から今日まで八代にわたり家が続き、八代目竹本綱太夫五十回忌追善での六代目竹本織太夫襲名へと繋がっている。
鶴澤ます…妻
鶴澤きく…娘
初代豊澤新左衛門…娘婿（鶴澤きくの最初の夫）
鶴澤あい（通称：おあい）…孫（鶴澤きくと初代新左衛門の娘）
三代目竹本津太夫（七代目竹本綱太夫）…娘婿（鶴澤きくの生涯の伴侶）
二代目豊澤團平（豊澤九市・鶴澤九市）…孫婿（おあいの最初の夫）
鶴澤とく（通称：おとく）…曾孫（二代目團平とおあいの娘で後に祖父母津太夫ときくに引き取られる）
初代竹本春子太夫（三代目竹本大隅太夫）…孫婿（おあいの二番目の夫）
鶴澤とくの娘…玄孫（五代目鶴澤徳太郎＝四代目鶴澤清六の最初の妻）
五代目鶴澤徳太郎（四代目鶴澤清六）…玄孫婿（おとくの娘の夫。七代目綱太夫の名跡養子）

### 墓・碑

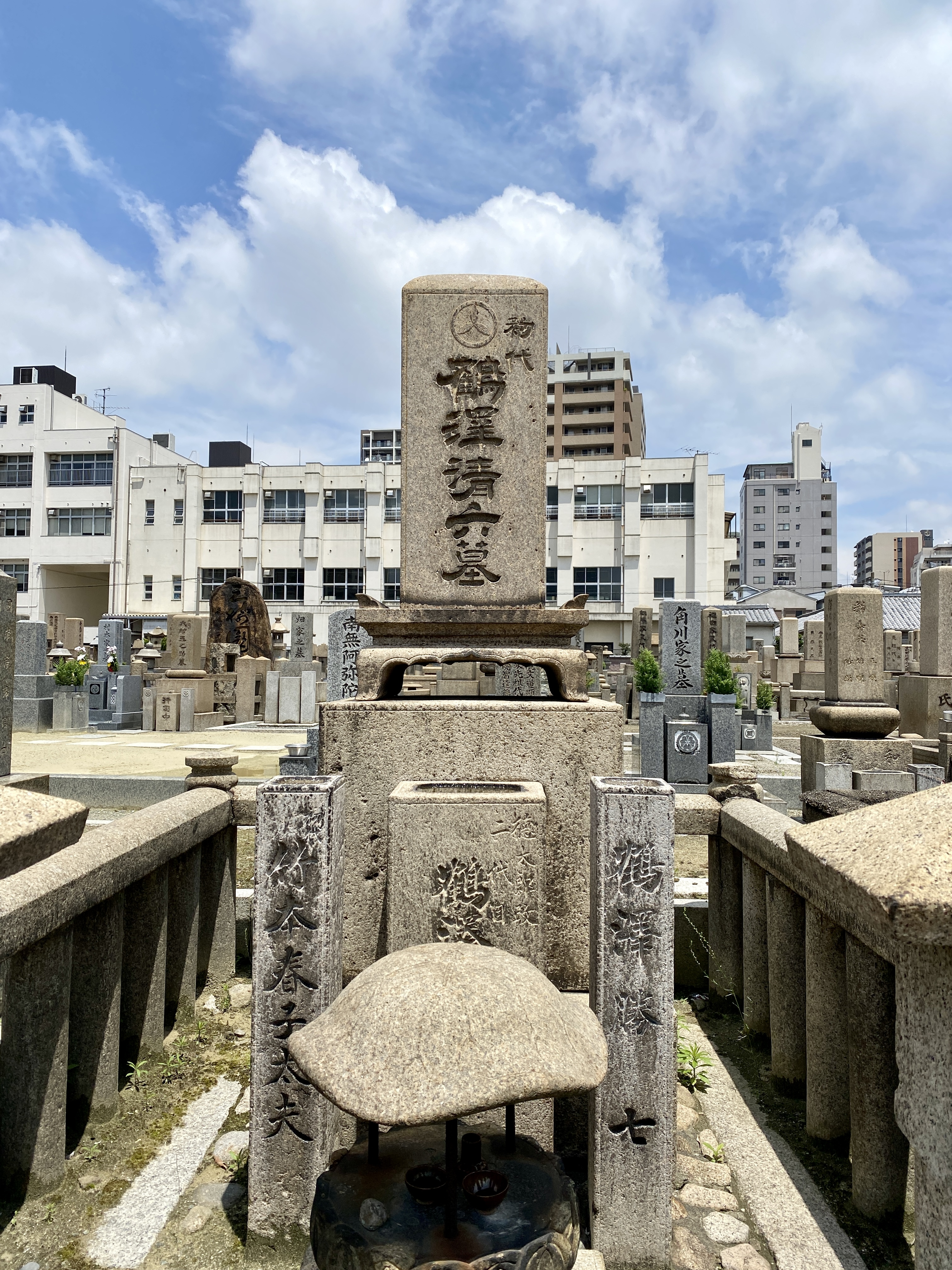
初代鶴澤清六墓（近影）

戒名は釈清巌。墓所は四天王寺元三大師堂。下記の通り一家一門で作られている。

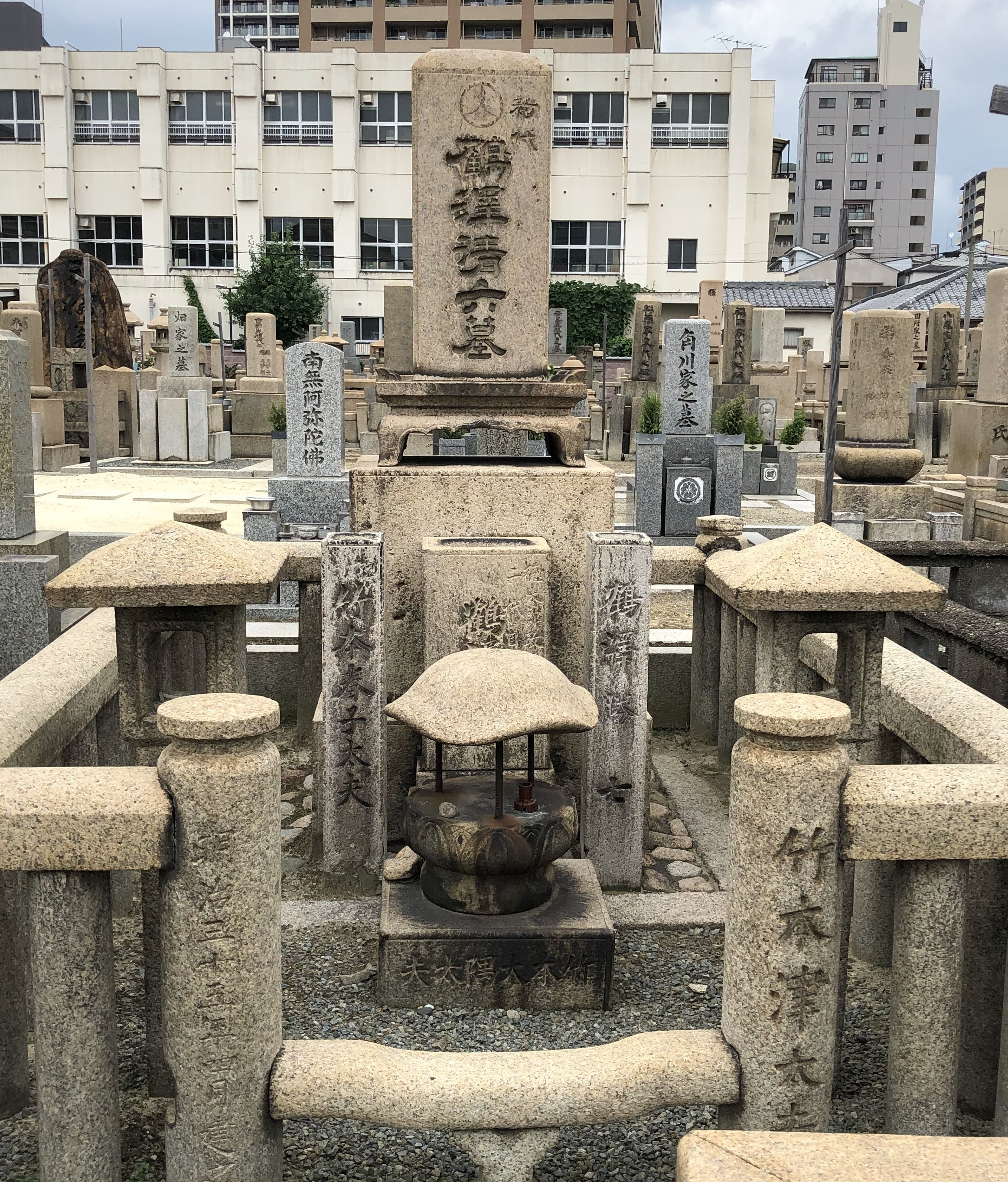
初代鶴澤清六の墓（遠景）

水鉢…三代目鶴澤徳太郎改め二代目鶴澤清六（清六名跡の後継者）

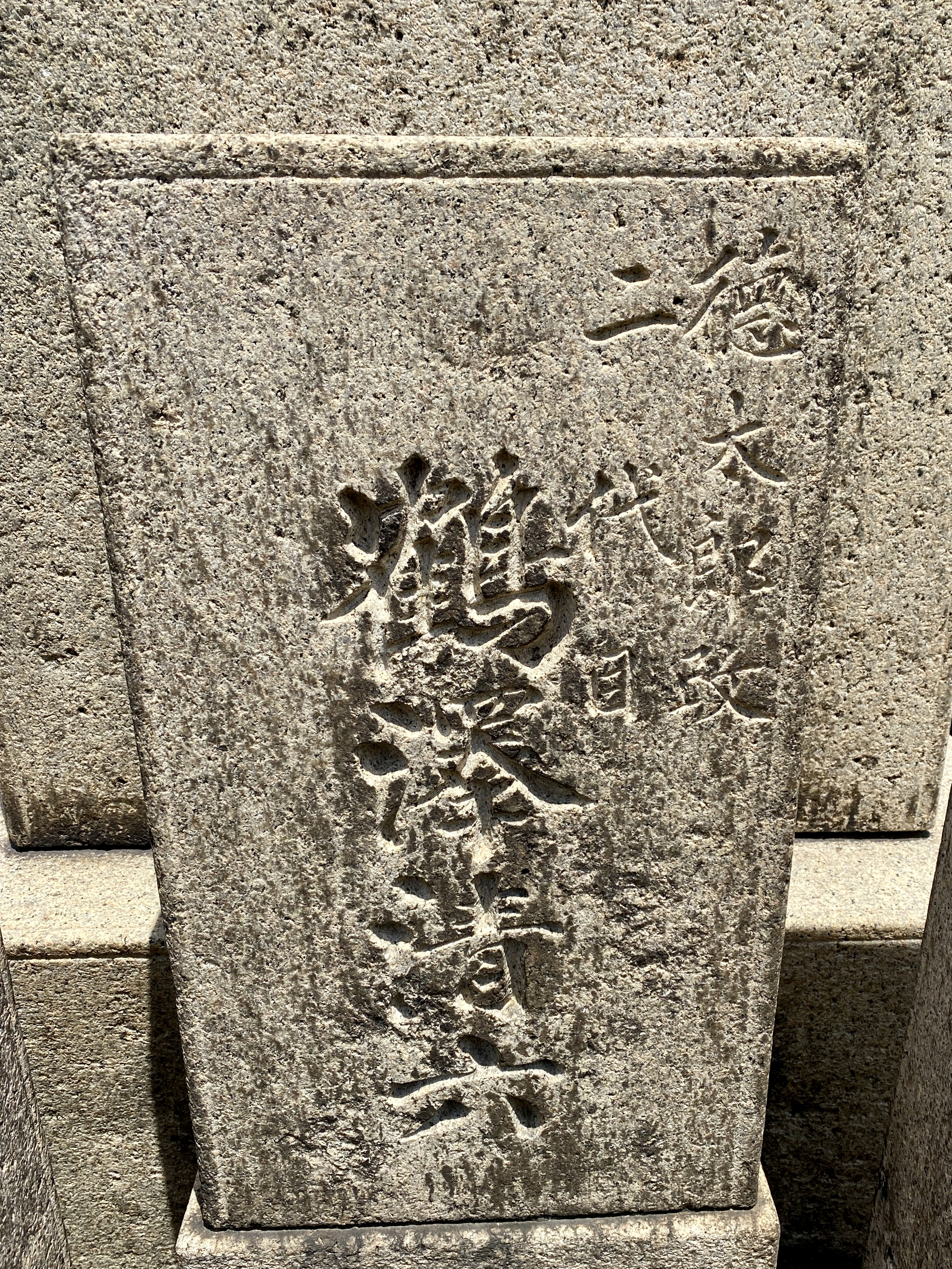
徳太郎改二代目鶴澤清六（初代清六墓の水鉢）

花立…二代目鶴澤勝七（高弟 （高弟 初代鶴澤道八と四代目鶴澤徳太郎（後の八代目鶴澤三二）の師匠））、初代竹本春子太夫（三代目竹本大隅太夫）（孫婿）
香炉…三代目竹本大隅太夫（孫婿）

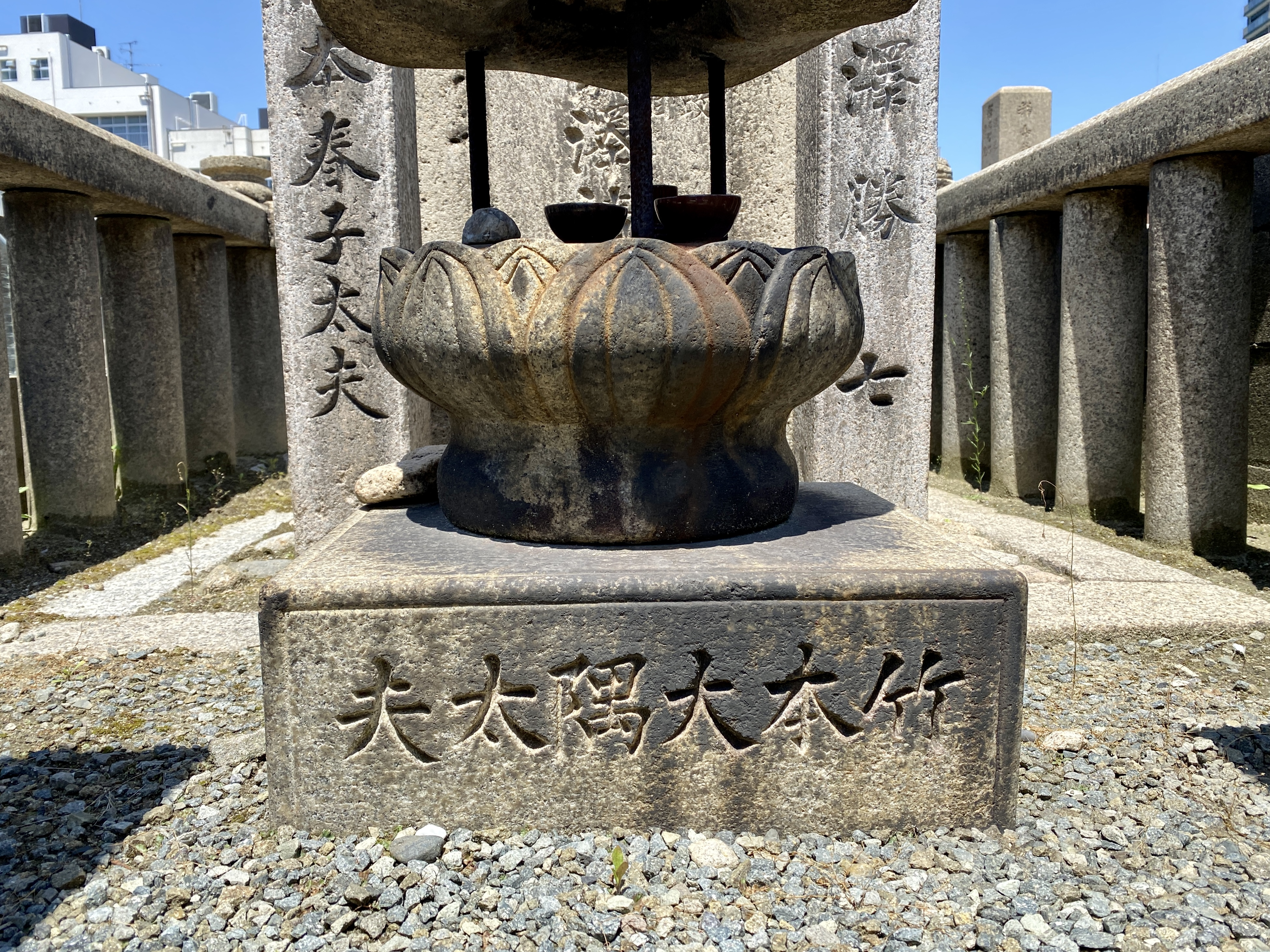
三代目竹本大隅太夫（初代鶴澤清六墓の香炉）

親柱…三代目竹本津太夫（七代目竹本綱太夫）…娘婿
石灯籠…鶴澤糸鳳軒（二代目鶴澤徳太郎）、四代目鶴澤徳太郎（後の八代目鶴澤三二）

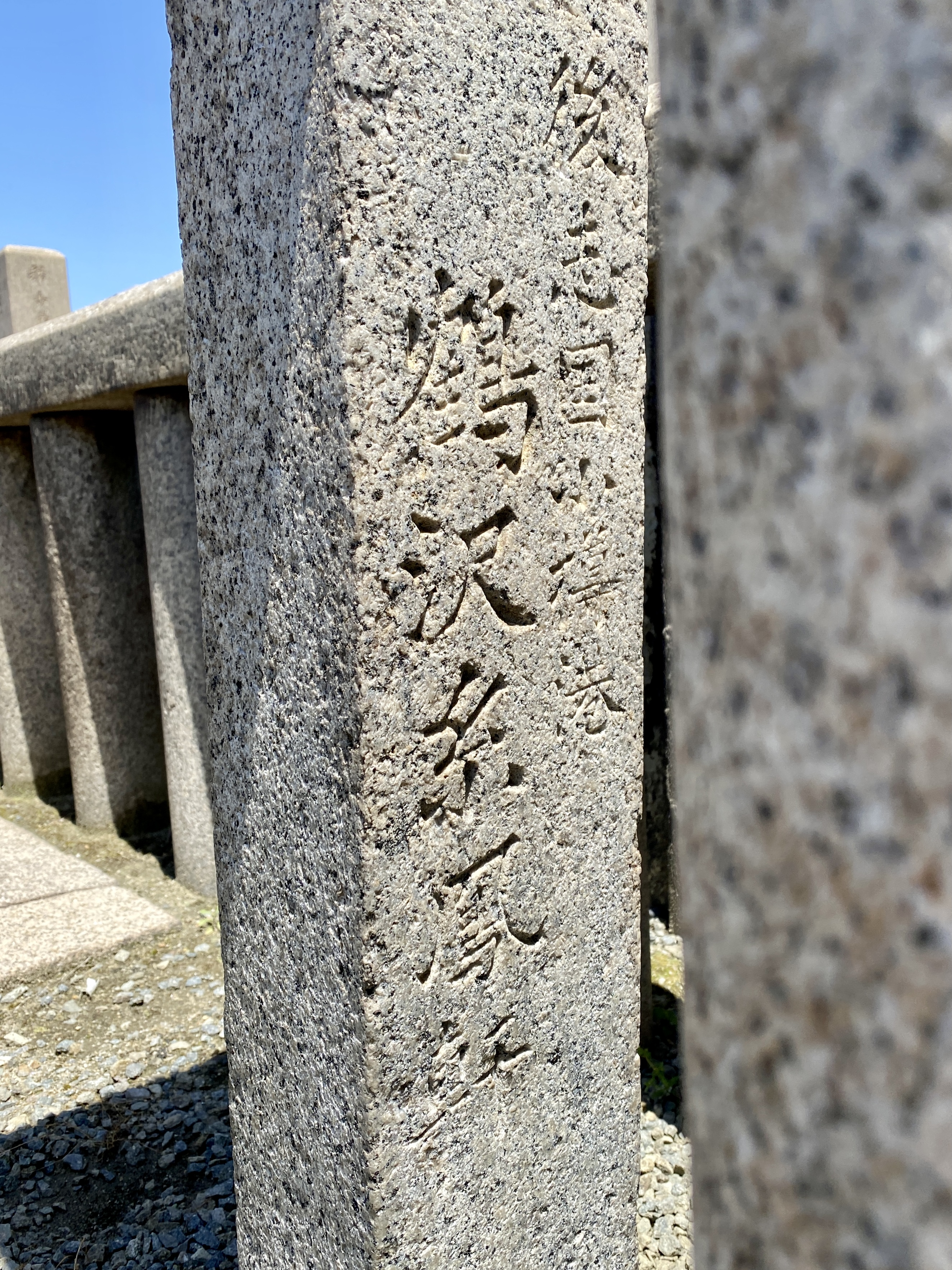
後志国 小樽港 鶴沢糸鳳軒（初代鶴澤清六墓の石灯籠）

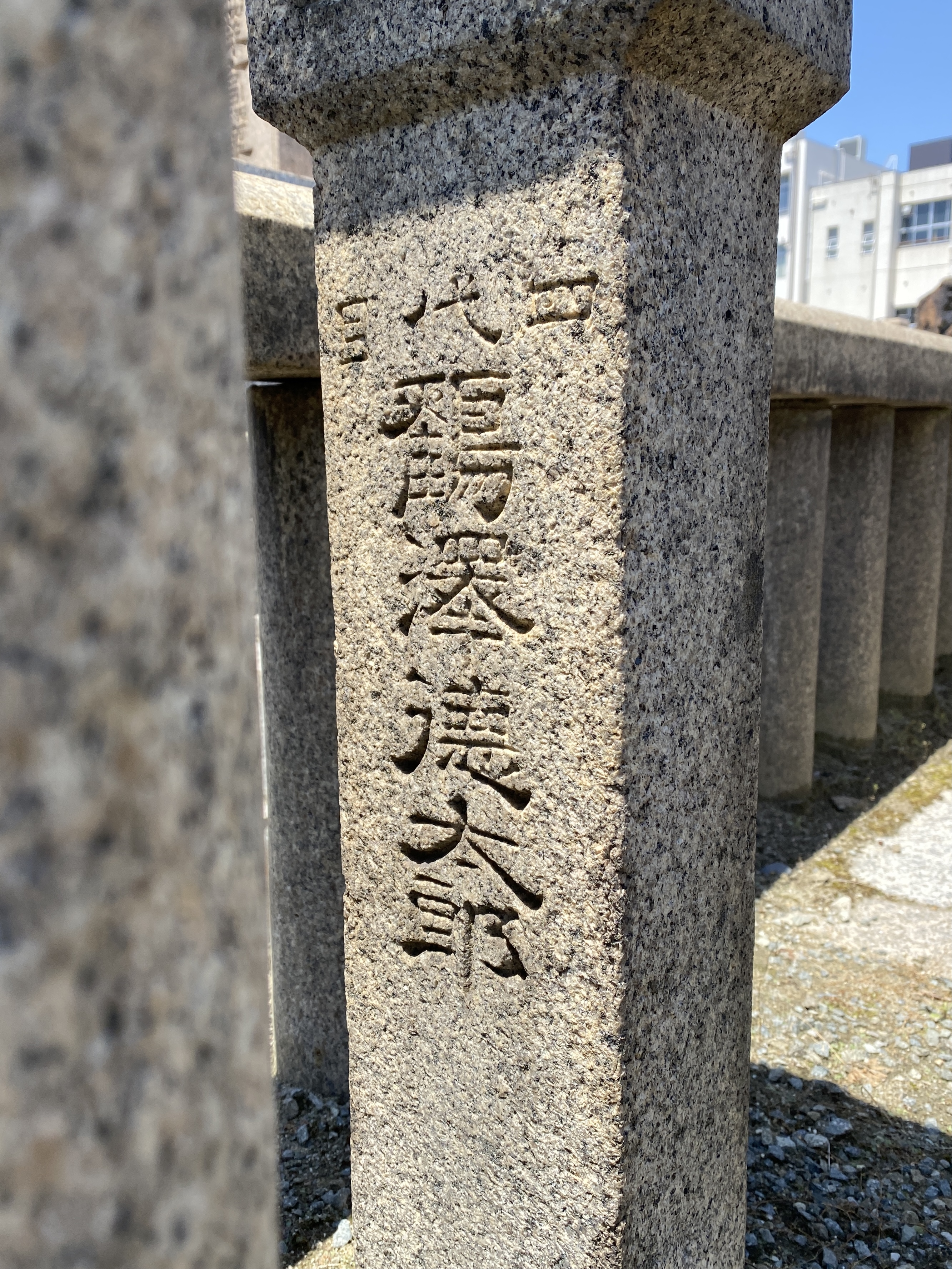
四代目鶴澤徳太郎（初代鶴澤清六墓の石灯籠）

弟子の二代目鶴澤清六（三代目鶴澤徳太郎）が初代清六の七回忌の供養に建立した「初代鶴澤清六之塚」は東京向島長命寺内にある。

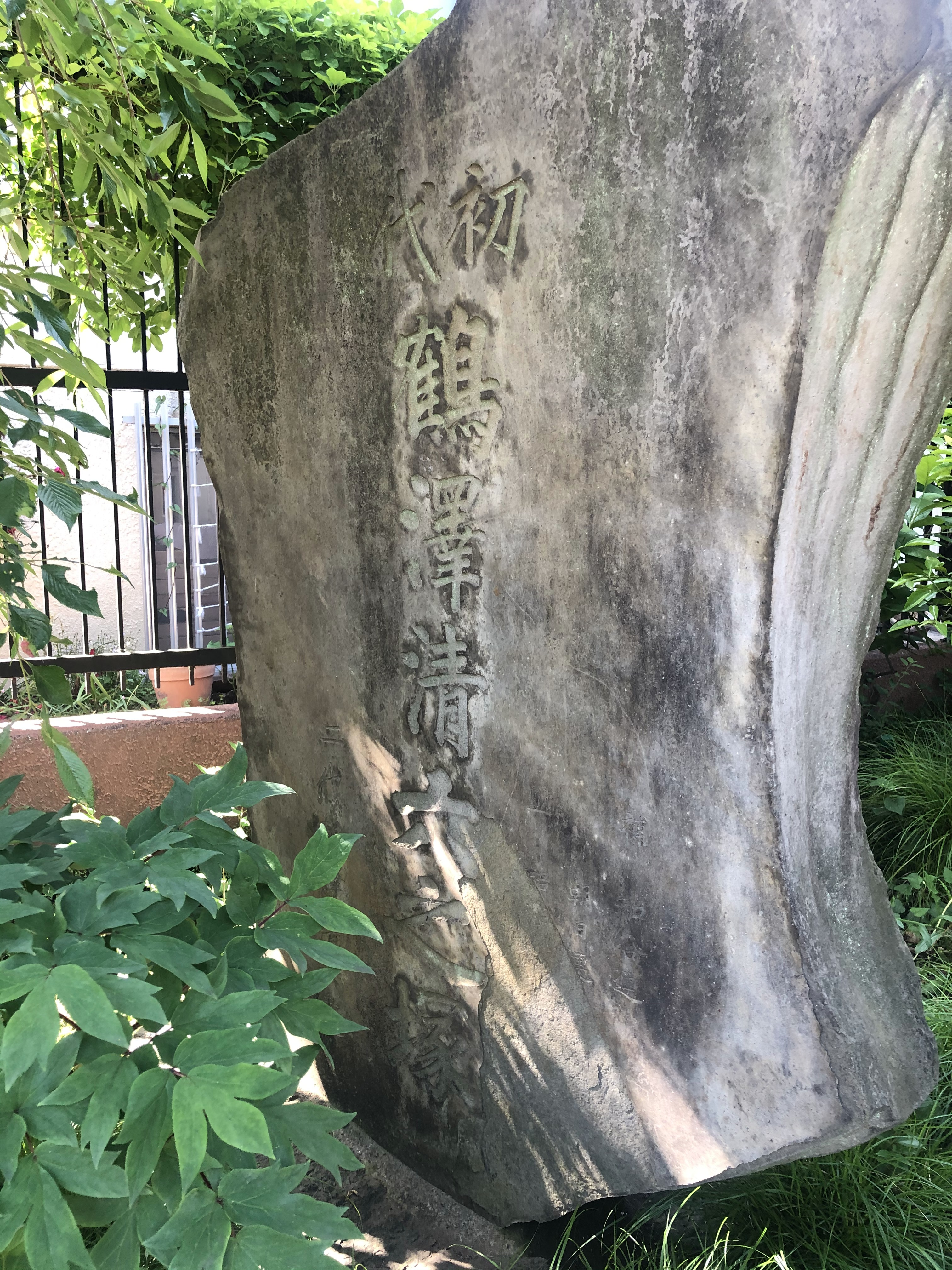
初代鶴澤清六之塚

『増補浄瑠璃大系図』は、「南船場産也天保（ママ ※文政）十一年正月二日より前処芝居（御霊芝居）にて千本桜此時初て出座致続て修行怠りなく天保元年寅正月より稲荷文楽芝居へ出勤致す」と記す。『義太夫年表近世篇』では文政10年（1827年）9月御霊社内『奥州安達原』の番付に鶴澤徳太郎の名がある。筆頭は師匠鶴澤勝治郎で後の二代目鶴澤清七である。『増補浄瑠璃大系図』にもあるように翌文政11年（1828年）御霊社内『義経千本桜』にも出座している
初代清六の生まれは文政7年（1824年）とする資料もあるが、そうすると初代徳太郎の初舞台は3～4歳の時となるため、生年にも疑問が残る。『しのぶ俤』は享年を65歳とする。逆算すると文化10年（1813年）頃の生まれとなる。その場合、初出座は15歳頃となる。
以降も、文政年間は師初代勝次郎が筆頭を勤める御霊社内の芝居等に出座。
『増補浄瑠璃大系図』にある通り文政13年＝天保元年（1830年）正月より稲荷の芝居へ移る。筆頭は師二代目清七であり師に従った。しかし、師二代目清七はこれを最後に退座し、平野町淀屋橋角で笹屋という茶商をはじめた。以降も徳太郎は稲荷境内の芝居に出座を続けた。
天保3年（1832年）10月いなり社内『鬼一法眼三略巻』他の二代目清八旧蔵の番付には鶴澤徳太郎の上に「十七才清六」とあり、文化10年（1813年）頃の生まれを裏付ける資料となっている。同年の見立番付では東前頭となっている。同年11月でいなり社内を退座。天保4年（1833年）正月は京四条道場の芝居に出座。4月より御霊社内の芝居に出座。8月は堀江市の側芝居と転々とする。天保5年（1834年）正月からは御霊社内の芝居へ復帰。下2枚目まで番付を上げている。筆頭は四代目寛治、筆末は初代文三。3月まで御霊社内の芝居に出座し、4月5月と京誓願寺芝居へ。9月より座摩境内へ移る。天保6年（1835年）12月座摩境内では筆末に昇格。筆頭は初代文三。
天保7年（1836年）8月座摩裏門境内芝居『玉藻前曦袂』にて初代鶴澤清六を襲名（※同年同座4月『妹背山婦女庭訓』にも鶴澤清六の名がある）。番付では筆末であり、筆頭は二代目花澤咲治。以降も、10月まで座摩裏門境内の芝居に出座。同年11月道頓堀竹田芝居に出座。筆頭は四代目寛治で筆末に清六。下2枚目に座摩裏門境内で筆頭だった二代目咲治の名がある。天保8年（1837年）正月は堀江市の側芝居に出座。下2枚目に位置している。筆頭は鶴澤名八。筆末が仲蔵改竹澤兵吉。8月は道頓堀竹田芝居に出座し、下2枚目。筆頭は初代文三。筆末は鶴澤時蔵。10月は稲荷北門芝居の筆末。筆頭は四代目竹澤弥七。11月も同座。天保9年（1838年）正月北堀江市の側芝居に筆末で出座。筆頭は四代目弥七。同年7月稲荷社内東芝居（文楽の芝居）へ復帰。筆末に座る。筆頭は二代目豊澤仙左衛門。
この時が『伊勢音頭恋寝剣』の人形浄瑠璃としての初演であり、「古市油屋の段 切」の初代竹本大隅太夫を弾いた。この油屋の段は初代清六の節付であることを初代清六の孫弟子（初代清六門弟の二代目勝七の門弟）である初代道八が『道八芸談』にて語っている。
「師匠（初代團平）の節付された曲の値打ほどこにあるかと申しますと、第一に足取です。お聞きになれぼわかることで、「壺阪」「良弁杉」何れも足取が結構で、この二つの曲の足取は全く違っていて、まるで同一人の節付とは思えません。それから「伊勢音頭の十人斬」になると、足取が一層複雑に烈しくなって来ます。この「十人斬」は書卸しの初代清六さんの節付をそのままで、足取だけつけかえてあんな結構なものにされたところもあると思います。」「この浄瑠璃は書卸しは初代の大隅さんだそうで、ですから多分畳屋町の清六（初代）さんが節付せられたのでしょう。それに清水町の師匠が手を入れ、足取をつけ替え、奥の「十人斬」の条をお千賀さんが加筆して節付されたもので、中国筋へ旅廻りの間に出来上ったものですが清水町の師匠御自身は一度も弾かれませんでした。」このように、後に初代團平が手を入れ、足取りを付け替えた上で今日に伝わっている。
同年11月まで稲荷社内東芝居に出座し、初代大隅太夫を弾いた。
天保10年（1839年）正月より初代大隅太夫と道頓堀東竹田芝居へ移る。番付では筆末。筆頭は初代鶴澤勝右衛門（三代目清七）。初代大隅太夫の役場は『妹背山婦女庭訓』「山の段 ひなどり」「道ゆき恋のおだまき シテ」「竹雀の段 切」である。同年3月同座『融通大念仏』「兵衛住家の段 切」で初代大隅太夫を弾き大当たりをとる。『増補浄瑠璃大系図』には「鶴澤清六大当り」「融通大念仏亀井住家の段両人共大当りせし也」「大当りにて五十余日勤る」とある。同年5月まで竹田芝居、8月9月10月京誓願寺芝居、11月堺大寺芝居と同じ座組で回った（京でも堺でも『融通大念仏』「亀井住家の段」がかかっている）。
天保11年（1840年）4月より初代大隅太夫と共に四代目綱太夫が紋下を勤める稲荷社内東芝居に移る。筆頭は四代目鶴澤寛治。上2枚目に初代鶴澤勝七。8月同座は『東海道四谷怪談』「頼母住家の段 切」で初代大隅太夫の太夫付となっている。筆頭は初代鶴澤勝右衛門（三代目清七）、筆末は初代鶴澤勝七。以降も、筆頭初代勝右衛門、筆末初代勝七、初代大隅太夫の太夫付の初代清六と二代目清七の兄弟弟子の盤石な体制が続くが、同年10月兵庫常芝居では初代清六が筆頭となっている。
天保12年（1841年）正月稲荷社内東芝居に戻り、『祇園祭礼信仰記』「爪先鼠の段 切」で初代大隅太夫の太夫付。筆頭は、筆頭初代勝右衛門、筆末初代勝七。この体制は同年4月同座で終わりを迎える。同年7月同座太夫竹本綱太夫『詠開秋七草』では別書の筆頭に四代目寛治が座ったため、筆末に初代勝右衛門、上2枚目に初代勝七、下2枚目に初代清六となった。
そして翌8月筆頭四代目寛治、筆末初代勝右衛門、上2枚目初代勝七、下2枚目初代清六の番付が出るも、三代目氏太夫を弾いていた初代勝七が役場である『絵本太功記』「尼ヶ崎の段 切」の稽古を18日間やったのち、突如として芝居を退座し、辰馬のお抱えとなり、勝鹿斎と名を改め、西宮に引っ込んでしまった。
『増補浄瑠璃大系図』には「天保十二年辛丑八月同処に絵合太功記十段目氏太夫役割の処三味線鶴沢勝七事故有て出勤不致退出す是によって初日は替り役にて二日目より広助出勤致すなり夫より氏太夫を弾て長らく勤」「天保十二年巳八月十九日より同処にて絵合太功記十冊目尼ヶ崎の段切役場にて十八日総稽古致し如何成事故有しや勝七方より其夜役場所を立退座致依て差かゝり初日は特り役にて二日目より順慶町広助勤るなり其身は後西の宮へ引込後々勝七名前は玉助に譲り自ら勝鹿斎と名乗」とある。後に二代目勝七を継ぐ玉助は初代清六の門弟であり、勝七名跡を同門の初代清六に預けている。詳細は初代鶴澤勝七欄参照。この後、現在に至るまで鶴澤勝七の名跡は鶴澤清六家が預かっている。
翌9月は筆頭四代目寛治、筆末二代目広助、上2枚目初代清六、下2枚目初代勝右衛門の体制となった。11月は京因幡薬師芝居の筆頭に初代清六が座っており、稲荷の芝居から初代清六は退いた。同年の『三都太夫三味線人形改名附録』には「徳太郎改　鶴澤清六」とある。
天保13年（1842年）正月『義経千本桜』他で文楽芝居に戻り、三味線欄の中央に座る。筆頭は四代目寛治、筆末が初代勝右衛門。上3枚目の鶴澤安次郎が初代鶴澤清八を襲名している。同様に下3枚目の鶴澤定次郎が二代目鶴澤豊吉を襲名。『増補浄瑠璃大系図』に「同（天保）十二年丑の冬より大隅太夫は他処へ行同十三年寅正月より勢見太夫を弾て出勤す」とあるように、初代大隅太夫と別れ、初代勢見太夫（勢イ見太夫）の相三味線となった。初代勢見太夫の役場は「二段目（北嵯峨庵室）の 中」と「四段目 切」である。同年4月同座『夏祭浪花鑑』他が天保の改革による宮芝居禁止令により5月16日で打ち切りとなり、以降は諸座を転々とする。同年12月西宮芝居太夫竹本綱太夫の三味線筆頭に鶴澤清六の名がある。
天保14年（1843年）5月京四条北側芝居『木下蔭狭間合戦』「壬生村の段 切」で初代豊竹靭太夫の太夫付となっている。初代靭太夫には江戸登りと角書きされている。（同じく江戸登りに初代竹本津島太夫）翌6月同座は別書き筆頭の二代目豊澤広助に続く上2枚目。同年8月同座の初代寿太夫改二代目竹本津賀太夫の芝居では筆頭に四代目寛治、筆末に広助、上2枚目に清六。9月道頓堀竹田芝居では三味線筆頭に座る。江戸 豊竹靭太夫と番付に記された靭太夫の酒屋を弾いた。10月12月の同座も三味線筆頭。同年の見立番付では西前頭筆頭に昇る（別番付では東前頭2枚目）。天保15年＝弘化元年（1844年）正月兵庫の芝居で三味線筆頭。3月4月道頓堀竹田芝居でも三味線筆頭。7月からは四代目寛治が別書の筆頭に座り、清六は上2枚目となる。弘化2年（1845年）正月同座では別書の三味線筆頭に兄弟子の三代目清七が座り、上2枚目。2月まで道頓堀竹田芝居に出座し、3月より四代目綱太夫が紋下を勤める京四条北側大芝居へ出座。筆頭が四代目寛治で上2枚目に清六。8月四条南側大芝居では三代目清七が筆頭で上2枚目。靭太夫の役場は『仮名手本忠臣蔵』「九段目 切」。同年9月21日の『元木家記録』に徳島大谷石口での浄瑠璃興行に靭太夫清六が出座したとある。弘化3年（1846年）5月京左女牛北側芝居にても筆頭三代目清七で上2枚目。弘化4年（1847年）正月江戸に下り、結城座の三味線筆頭に座る。番付に「下り 鶴澤清六」とある。同年の見立番付では東前頭2枚目で「江戸鶴澤清六」となっている。弘化5年＝嘉永元年（1848年）の見立番付では東前頭筆頭に戻るも「江戸鶴澤清六」の記載は続いている。別の見立番付では東前頭筆頭が「江戸鶴澤勝七」で、2枚目に「江戸鶴澤清六」となっている。
同年見立番付「てんぐ噺」には「此間大坂町々御評判お染久まつ質店のだん　豊竹靭太夫　鶴澤清六」とあり、靭太夫清六の当たり役が『染模様妹背門松』「質店の段」であったことがわかる。この質店につき、初代清六と初代團平とのエピソードが『道八芸談』に記されている。
「このお話は私がまだこの道へ入る前のことですが、非常に有名なお話であります。清水町の師匠がまだ春太夫（五代目）さんを弾いて居られた時のことかと思います。春さんが「染模様妹背の門松」の『質店』を語られるについて、清水町の師匠が初代清六（畳屋町）さんのところへお稽古に行かれました。清六さんの「質店」は初代古靭さんの合三味線でやかましいものだったからです。お稽古を申込まれた時、清六さんは「団平どん（当時顔の古い方はこう呼んで居られました）はよう知ってるのやろ」といいつつ、喜んで日を約し、当日は早朝から畳屋町のお宅で待って居られました。やがて清水町の師匠が見えて、一段きいて帰られましたが、清六さんは「団平のことやさかい、きっと上手にやってくれるやろ」と、総稽古の日にききに出て来られたのです。やがて高座で弾かれた清水町の師匠の「質店」というものは、清六さんが教えられたのと全然違うものでした。そして、それは清六さんのより以上結構な「質店」だったので、前で一生懸命きいて居られた清六さんは、すっかり感心してしまわれた、ということです。この時の「質店」は、例の「質置」の条や久作の出など特に結構だったときいて居ります。稽古に来て教えた通りやらないのですから、怒るのがほんとうなのですが、感心したという清六さんも流石に名人です。清六さんは私の師匠の勝七さんの師匠で、私に取ってはじい師匠にあたりますが、大きい方で、当時の義太夫界の顔のえらいことは大変なもので、相撲場へ行かれてもよい顔でした。清水町の師匠など、顔では孫ぐらいなところでしたが、その方の得意の「質店」に対して右の仕末なのですから、清水町の師匠のえらさはどれ程かわかりません。二名人の逸話として、私達の若い頃はよくこのお話をききました。」
また同年の『浄瑠理太夫三味線師第細見記』に「鶴沢清六故人清七門人始清太郎（※ママ 徳太郎）卜云幼年より評判宜能芸道を弁へ遖三都若手之達もの卜称ス今浪花町住」とある。
嘉永元年（1848年）に初代靭太夫が没したため、翌嘉永2年（1849年）4月東両国の番付に『仮名手本忠臣蔵』「扇ヶ谷の段」「山科の段 切」を豊竹小靭太夫（初代古靭太夫）初代竹本長尾太夫の一日替わりのいずれもを初代清六が弾いている。この間も江戸で出座を続けたが、『義太夫年表近世篇』には番付が収録されておらず詳細は不明。
嘉永4年（1851年）8月清水町浜『さつま国詞 五人伐』「茶屋の段 切」で六代目染太夫を初代清六が弾いて居り、久々に帰坂している。同年の見立番付では西小結。嘉永5年（1852年）9月法善寺では『白石噺』「吉原」で小靱太夫を弾く。10月も法善寺で小靱太夫の酒屋を弾く。嘉永6年（1853年）正月法善寺境内『仮名手本忠臣蔵』「七段目 切」で小靱太夫を弾く。茶屋場は次の場面であることから、『太平記忠臣講釈』「七つ目 喜内住家の段」かと思われる。また、八段目道行のシンも勤める。2枚目が門弟の二代目徳太郎。山城少掾の番付書き込みに「初代小靱太夫也后古靱と改ム清六モ初代万屋也」「徳太郎トアルハ二代目ニテ北海道小樽に墓之有人」とある。嘉永7年＝安政元年（1854年）正月道頓堀法善寺境内弁慶席『楠昔噺』「三段目 切」で小靭太夫を弾く。口は三代目津太夫と鶴澤平吉。『橋弁慶』「大切 かけ合」弁慶 初代対馬太夫　牛若初代小靭太夫　三味線初代清六 ツレ二代目徳太郎。以降、この年前半に道頓堀弁慶席にて忠孝昔語と銘打った興行が行われる。同月17日より同座『仮名手本忠臣蔵』「勘平住家の段 切」で小靭太夫を弾く。口は津太夫平吉。道行旅路の嫁入のシンも弾く。3月同座の番付では別書の三味線筆頭となる。5月同座も別書の三味線筆頭。同年の見立番付では東関脇に「下り鶴澤清六」と記され、江戸から下ったことが確認できる。
以降の出座が『義太夫年表近世篇』では確認できないが、毎年見立番付には東西の関脇に鶴澤清六とある。安政2年（1855年）、安政3年（1856年）は「大坂鶴澤清六」だが、安政4年（1857年）以降は「江戸鶴澤清六」となっている。文久2年（1862年）の見立番付では西大関に昇る。「大関大坂鶴澤清六」とある。
文久3年（1863年）3月座摩裏門太夫 江戸登り豊竹岡太夫『絵本太功記』他で三味線筆頭に「江戸登り 鶴澤清六」として座る。このことから出座が確認できない期間は江戸にいたことがわかる。また、紋下に座った四代目岡太夫を弾いた。岡太夫の役場は「尼ヶ崎の段 切」である。『増補浄瑠璃大系図』に「文久三年亥三月豊竹岡太夫事久々東京より帰坂の砌座摩芝居にて太功記此時出勤致し後は引込門弟衆稽古と教訓のみして楽み暮されし」とあることから、『義太夫年表近世篇』『義太夫年表明治篇』も「この興行を最後に清六（初世）が引退」と、この芝居でもって初代清六は引退したとするが、同月同座の『菅原伝授手習鑑』の別書の三味線筆頭に座っており、以降も出座していることから、明確な誤りである。後述の通り引退披露は明治9年（1876年）に行われている。しかし、積極的な芝居出座が無くなったのは事実である。
慶応2年（1866年）6月京四条北側大芝居『躄仇討』「十一冊目」で竹本山城掾を弾く。慶応3年（1867年）正月天満芝居の番付の別版に『苅萱』「三段目」で竹本染子太夫の太夫付に鶴澤清六がいる。慶応4年（1868年）の見立番付では「三（味）線後見 大阪　鶴澤清六/鶴澤清七」と四代目清七と並び三味線後見となる。
明治6年（1873年）4月限りで松島文楽座を退いたかつての相三味線である初代古靭太夫が道頓堀竹田芝居の竹本山四郎の一座に加入するにあたり、初代清六が出座し弾くこととなった。同年11月道頓堀竹田芝居太夫竹本山四郎の一座に初代古靭太夫と共に加入。三味線筆頭となり、質店の段を弾いた。それ迄ハコに入った三味線筆頭であった五代目友治郎は筆末のハコに入った。以降も同座で三味線筆頭として初代古靱太夫を弾く。
明治9年（1876年）9月大江橋席太夫竹本山四郎『夏祭浪花鑑』他二代目織太夫改六代目竹本綱太夫襲名披露の番付の三味線筆頭に「一世一代　鶴澤清六」とある。翌10月『絵本太功記』においても「一世一代」を掲げる。番付の口上に「今度古靭太夫始め　座中・弟子とも　未た芸道不行届の者計故に今しばらく之内　後見同様にて出勤致し呉候様　再三之頼に付　取不敢出勤仕候間　不相変是迄の通　御ひいき御取立之程を奉希上候」と記し、「未た芸道不行届の者」が座中全員に係っているように読めることから、五代目竹本春太夫をはじめとした一座の者が憤慨し、埋木改訂を余儀なくされた。
「秋冷之砌に御座候所先以市中御旦那様方益々御勇健に披遊御座恐悦至極に奉存候随て私義老年に及び藝道も御聞に達し候而も中々御耳に留まり候様之儀は無之候に附當盆替り狂言を一世一代と仕候心底にて御名残口上も申上候所今度古靱太夫始め座中弟子とも未た藝道不行届の者斗故に今しばらく之内後見同様にて出勤致し呉候様再三之頼に付取不敢出勤仕候間不相変是迄の通御ひいき御取立之程を奉希上候己上　月　日　鶴澤清六」と番付の口上にあったものが、「藝道も不行届に付當盆替りを一世一代と仕候心底之所今度亦去る御ひいき御連中様より達て御進めに付御呵りも返り不見出勤仕候間不相替」となった。翌11月道頓堀弁天座『義経千本桜』「壽の楓 花種蒔 吉野山の段」（道行初音旅とは別物）にて五代目竹本春太夫・初代豊澤團平、六代目竹本綱太夫・初代豊澤新左衛門、初代豊竹古靱太夫・初代鶴澤清六と一座の看板を並べて引退披露を行う。
この後初代豊竹古靱太夫は明治10年（1877年）2月より御霊社内東小家にて興行を始めることとなるが、『祇園祭礼信仰記』「爪先鼠の段 切」を語り、三味線は太夫付で初代清六門弟の三代目徳太郎（後の二代目清六）が弾いている。三味線筆頭は二代目鶴澤吉左衛門。後に四代目徳太郎から八代目三二を襲名し、豊竹古靱太夫名跡を預かることになる鶴澤吉丸も一座している。明治11年（1878年）5月24日逝去。

## 二代目
天保4年（1833年） − 明治40年（1907年）
鶴澤清三（清造） → 二代目鶴澤徳太郎 → 鶴澤糸鳳 → 鶴澤絲鳳軒（糸鳳軒）
本名：鈴木五郎兵衛。大阪生まれ。初代鶴澤清六（初代徳太郎）門弟。
『増補浄瑠璃大系図』は「清六門弟北海道に住居す」と簡潔に記している。
鶴澤清三名跡であるが、初代豊澤広助の門弟であった豊澤馬之介が師の没後、二代目鶴澤清七の門弟となり、鶴澤馬之介と改姓し、天保7年（1836年）8月座摩裏門境内の芝居で馬之介事鶴澤清三を襲名。同芝居で同門の初代徳太郎が初代清六を襲名している。『増補浄瑠璃大系図』によれば天保14年（1843年）没。また、『増補浄瑠璃大系図』によれば、二代目清七の高弟である鶴澤芳次郎の倅にも鶴澤清三とある。同様に初代鶴澤清八の門弟にも清三とある。馬之介の清三が没した後、番付上で鶴澤清三が確認できるのは、弘化4年（1847年）9月道頓堀竹田芝居の番付となる。筆頭は初代鶴澤吉左衛門。しかし、二代目徳太郎は天保4年（1833年）の生まれであるため、「十六歳のころから大阪文楽座付きの三味線師匠・鶴沢清六のもとで芸を磨いた。」という記述もあるため、同人かは疑問が残る。
鶴澤清造で見た場合、天保5年（1834年）頃の江戸の人は別人だが、天保14年（1843年）12月道頓堀竹田芝居初代清六が筆頭を勤める芝居に鶴澤清造の名があり、以降、弘化年間まで初代清六と同座している。しかしこちらも、前述の通り、生年が天保4年（1833年）であることを考えると疑問が残る。
嘉永元年（1848年）の見立番付の東前頭に鶴澤清造とある。翌年に二代目徳太郎を襲名することから、同人である。嘉永3年（1850年）正月新築地御池橋浜『ひらかな盛衰記』「辻法印の段」で竹本多満太夫を、『義経千本桜』「三段目」で竹本小梶太夫をそれぞれ弾いている。
嘉永4年（1851年）の『三都太夫三味線操改名録』に「清造　鶴澤徳太郎」とあるため、遅くとも嘉永4年には二代目徳太郎を襲名していた。同じく「鹿之介 鶴澤清造」ともある。また、同年の見立番付の東前頭に鶴澤徳太郎とある。
嘉永6年（1853年）正月法善寺境内『仮名手本忠臣蔵』で、「茶屋場」と「八段目 道行」の2枚目を弾く。道行の筆頭は初代清六。山城少掾の番付書き込みに「徳太郎トアルハ二代目ニテ北海道小樽に墓之有人」とある。
嘉永7年＝安政元年（1854年）正月法善寺境内では『千代萩』「御殿場 切」で芝太夫、『朝顔日記』「宿屋の段 切」で氏太夫、『橋弁慶』で初代清六のツレをそれぞれ弾いている。同月同座『仮名手本忠臣蔵』「矢間喜内住家の段 切」でも氏太夫を弾いている。同年3月同座では筆末に座る。筆頭は別書で初代清六。『山姥』「大切 山の段」のシンにも徳太郎とある。山城少掾の番付書き込みに「徳太郎ハ二代目ニテ後ニ糸鳳軒北海道ニテ残ス」とある。同年5月同座では上2枚目。筆頭は別書で初代清六。以降巡業に出る。同年7月富山新島原の芝居で筆末。筆頭は豊澤仙糸。同年同月越後高田町の芝居では筆頭。
同年までの見立番付は東前頭大坂鶴澤徳太郎であったが、翌安政2年（1855年）以降の見立番付では「東前頭江戸鶴澤徳太郎」となっており、江戸に下った。安政6年（1859年）5月堺新地南芝居の番付の下6名目に鶴澤徳太郎とある。文久元年（1861年）の見立番付では「大坂鶴澤徳太郎」に戻っている。元治元年（1864年）2月御霊裏門の上2枚目に鶴澤徳太郎。筆頭は鶴澤清四。以降同年は同座に2枚目で出座。
元治2年＝慶応元年（1865年）正月同座では筆末に。それまで筆末だった二代目燕三と入れ替わった。慶応4年（1868年）の見立番付まで「西前頭大坂鶴澤徳太郎」が確認できるが、以降の出座は不明。
明治3年（1870年）9月いなり東芝居にて「東京下り 六三郎改 鶴澤徳太郎」と番付にあるように、同門の鶴澤六三郎が三代目鶴澤徳太郎を襲名していることから、この頃初代清六の俳名である糸鳳を譲り受け、父と共に北海道の小樽へ移住した。後、素人名として鶴澤絲鳳軒を名乗る。
父が幕末に小樽に来て貸座敷「大阪屋」を営む傍ら、芝居興行を行い、浄瑠璃を教えていたため、小樽に移住し、義太夫を教えた。小樽や札幌から名士が集まり、お浚いの会などは大変な賑わいだったという。没後は門弟たちが大阪から文楽座を呼び一座を組み小樽で追善興行を行なった。その利益で龍徳寺に墓碑を建てた。北海道史人辞典には「性温厚にして施与を好み、常に清貧に安んじていた」とある。
『北海道史人名辞典 第3巻』では以下のようになっている。「鶴澤絲鳳軒（つるさわ しほうけん）三味線の師匠。鈴木五兵衛の長男として、天保四年に生まれた。本名五郎兵衛。十六の時大阪文楽座附三味線師匠鶴沢清六に就いて学び、芸名を鶴沢徳太郎と称した。父の五兵衛は浄瑠璃をよくし、豊竹若太夫といつた。故あつて父子相携えて大阪を去り、諸国を巡業し、嘉永五年箱館に渡り、安政元年江差に赴き、四年小樽に来て山上町に住し、席貸屋（貸座敷業）を営み、大阪屋と號し、傍ら芝居興行をなし、かつ師弟を集めて、父は浄瑠璃、徳太郎は三味線を教授した。明治三年に父が歿したので浄瑠璃をも併せて教えた。十八年に師の清六が大阪において歿した後はその名跡を襲ぎ、隠居して絲鳳軒と號した。四十年一月十六日に病んで歿した。年七十五。性温厚にして施与を好み、常に清貧に安んじていた。明治四十二年一月門人相計り小樽において大阪文楽座一座と合して絲鳳軒の追善興行を催し、その収入をもつて龍徳寺内に墓碑を建てた」
二代目豊竹古靱太夫が「晩年に北海道の小樽へ移られましたが、大隅さんと巡業の折にはまだ在世してゐられて、あちらでお目にかゝりました。」と記している。
師匠初代鶴澤清六（初代鶴澤徳太郎）の墓（四天王寺内）に「後志国 小樽港 鶴沢糸鳳軒」と刻んだ灯籠がある。

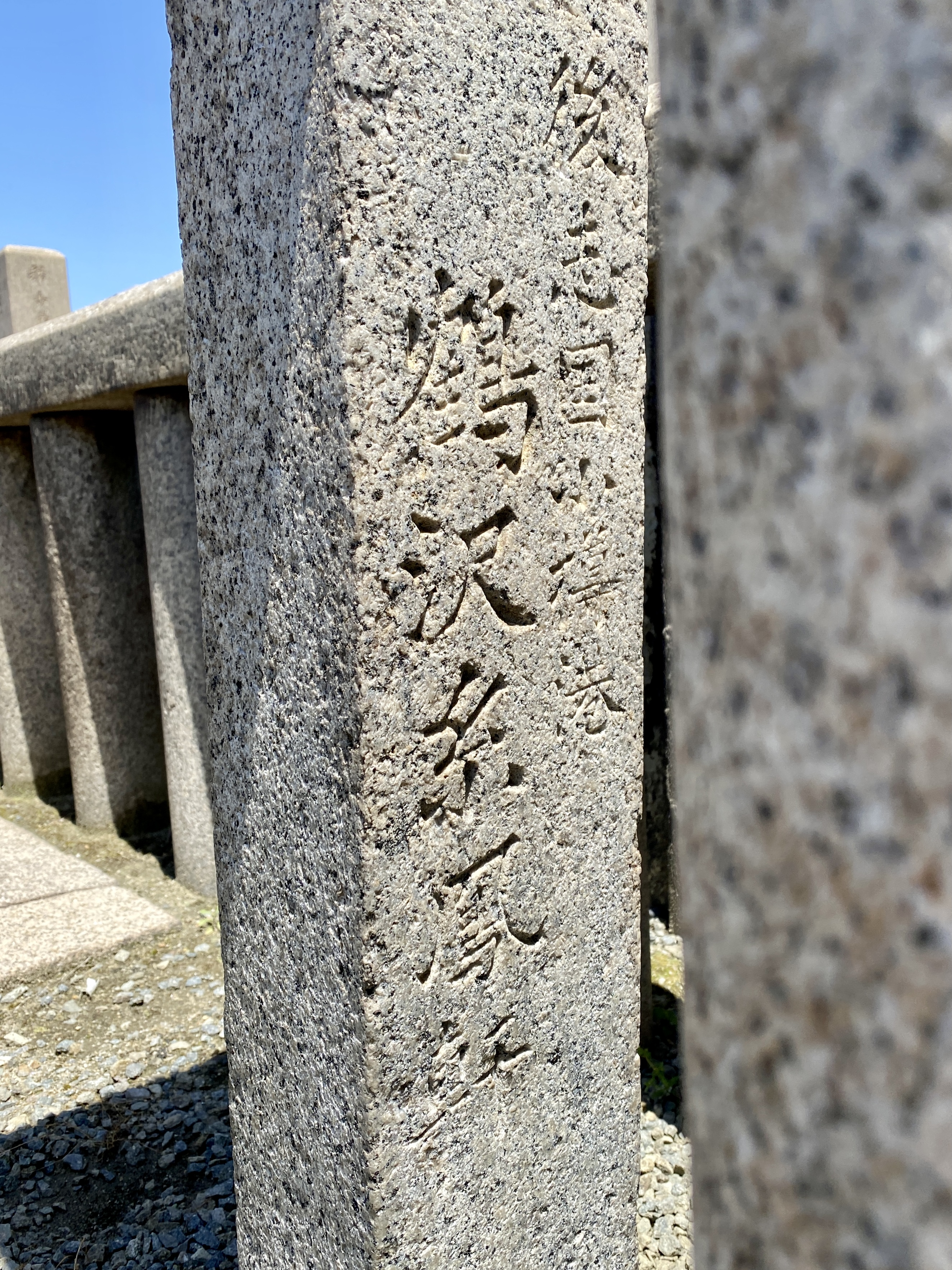
後志国 小樽港 鶴沢糸鳳軒（初代鶴澤清六墓の灯籠）

## 三代目
（天保9年（1838年） - 明治34年（1901年）12月21日）
鶴澤福造 ⇒ 鶴澤六三郎 ⇒ 鶴澤六兵衛 ⇒ 鶴澤六三郎 ⇒ 三代目鶴澤徳太郎 ⇒ 二代目鶴澤清六
本名：石井平治郎。初代鶴澤清六（初代徳太郎）門弟。蛎殻町に住居を構えていたことから「蛎殻町の師匠」と呼ばれた。
『増補浄瑠璃大系図』には、「同（初代清六）門弟にて幼名を福造と云東京に久しく逗留致して」とある。
鶴澤福造は、四代目鶴澤友治郎（初代豊吉⇒二代目伝吉）の門弟で北堀江市の側芝居の座本を勤めた人がいるが、後に師名の鶴澤豊吉を襲名するも、名古屋の綱太夫の養子となり、名古屋に留まると決めたことに師四代目友治郎が立腹し、「二代目」鶴澤豊吉を同門の定次郎に襲名させたため、名古屋の綱太夫が怒り、四代目友治郎を破門し（友治郎と絶縁し弟子ではないとした）、二代目豊澤広助の門弟となり、豊澤仙右衛門となった。この一件から考えると、天保11年（1840年）2月名古屋清寿院境内の番付の鶴澤豊吉は元福造であるため、天保11年（1840年）の鶴澤福造は別人となる。
しかし、初代鶴澤寛治の門弟にも鶴澤福造がおり、東京で活躍し、弘化3年（1846年）まで見立番付に「江戸鶴澤福造」とあることから、同時期の江戸の鶴澤福造も別人となる。天保14年（1843年）以降の江戸の番付で筆頭や筆末に座っている。見立番付にも「前頭江戸鶴澤福造」とある。天保13年（1742年）4月京四条南側大芝居の番付の上5枚目に鶴澤福造がいるが、これもこの人となる。
そのため、弘化5年（1848年）3月江戸京橋さの松の番付の上2枚目に「下り 鶴澤六三郎」とあることから、鶴澤福造を名乗っての出座があったのかは不明。しかし、天保9年（1838年）生まれであることを考えるとこの「下り 鶴澤六三郎」が同人であるかは疑問が残る。弘化4年（1847年）正月に師初代清六は江戸に下り結城座の三味線筆頭となっているため、師を追いかけている。
安政5年（1858年）の見立番付の西前頭に「江戸鶴澤六三郎」とあるため、この人は三代目徳太郎⇒二代目清六その人と言える。万延元年（1860年）2月法善寺境内の番付の下2枚目に鶴澤六三郎とあり、一時帰阪している。筆頭は二代目鶴澤叶。以降も、見立番付には江戸鶴澤六三郎となっており、江戸で出座した。慶応2年（1866年）4月江戸結城座の番付に六三郎改鶴澤六兵衛という書き込みがあり、一時鶴澤六兵衛を名乗った。
帰阪し、明治3年（1870年）9月いなり東芝居にて三代目鶴澤徳太郎を襲名。「東京下り 六三郎改 鶴澤徳太郎」と番付にあるように、六三郎からの襲名となっており、六兵衛から六三郎に復した。三味線欄では上5枚目である。筆頭は初代豊澤團平。明治4年（1871年）9月いなり文楽芝居より下3枚目。明治5年（1872年）7月文楽座は上3枚目。同年同座9月より下2枚目。明治6年（1873年）2月松島文楽座で五代目竹本弥太夫と相三味線となる。弥太夫の役場は『義経千本桜』「加嶋村の段 奥」。『義太夫年表明治篇』が同年4月同座の備考欄に「鶴五郎改メ鶴澤徳太郎」とするのは二代目鶴太郎の誤り。明治7年（1874年）2月同座より鶴澤松花と並び中央に。明治8年（1875年）5月同座からは同門の二代目鶴澤勝七と並び中央。9月は同門の五代目寛治が加わり3人で中央に。明治9年（1876年）11月まで松島文楽座へ出座。
翌明治10年（1877年）2月より初代豊竹古靱太夫が座頭となり興行を始めた御霊社内東小家に出座し、初代豊竹古靱太夫の相三味線となる。それまで相三味線だった師初代清六が明治9年（1876年）11月に引退したことから、門弟の三代目徳太郎が初代古靱太夫を弾くこととなった。役場は『祇園祭礼信仰記』「爪先鼠の段 切」で徳太郎は初代古靱太夫の太夫付となっている。三味線の筆頭は二代目鶴澤吉左衛門。自身の門弟のに四代目徳太郎から八代目三二を襲名し、豊竹古靱太夫名跡を預かることになる鶴澤吉丸も一座している。翌3月の芝居より三味線欄中央となる。明治11年（1878年）2月24日同座にて初代古靱太夫が殺害されたため、翌3月より大江橋席太夫竹本山四郎の芝居に出座。下2枚目に座る。5月いなり北門小屋太夫竹本長尾太夫の芝居に移り、三味線筆頭。
明治12年（1879年）3月松島文楽座へ移り、鶴澤重造、野澤吉作と共に3人で中央欄へ（徳太郎は一番右）。以降も、吉作が出座する場合は、左より吉作重造徳太郎/清六の並びとなり、吉作が出座しない場合には、左より徳太郎/清六重造の並びで三味線欄中央となった。明治13年（1880年）3月松島文楽座で三代目徳太郎改二代目鶴澤清六を襲名。明治14年（1881年）6月まで松島文楽座に出座。
明治15年（1882年）1月4日付いろは新聞に「（三代目徳太郎は）一昨年師匠清六の名を継で鶴澤清六となり大坂で腕を鳴せて居たが、今度、（六代目）竹本綱太夫が招き寄、汝身の合三味線にして去一日から柳橋の新柳亭、薬師の宮松、京橋の大六席に出勤するので何処も大入だと、或義太夫好からデゝンデン伝信」という記事が載っており、六代目竹本綱太夫に東京へ呼ばれ、相三味線となった。
以降も、江戸での出座が『東京の人形浄瑠璃』で確認できる。明治27年（1894年）3月神田神保町新声館の杮落し公演の番付で筆末に座っている。
明治30年（1897年）2月新声館で識太夫改六代目豊竹岡太夫の襲名披露である『妹背山婦女庭訓』「妹山背山の段」の妹山を弾いた。定高が識太夫改六代目豊竹岡太夫。「妹山を清六。硬軟の撥音をよく分ち、無類の聴事。古兵の技倆は又格別なものなり。」と当時の劇評にある。『東京の人形浄瑠璃では同年までの出座が確認できる。
明治34年（1901年）12月21日逝去。戒名は深心院圓達日清信士。墓所は東京浅草今戸長昌寺。

## 四代目
（文久2年（1862年）4月25日 - 大正7年（1918年）6月29日）
鶴澤吉丸 ⇒ 二代目鶴澤三造 ⇒ 四代目鶴澤徳太郎 ⇒ 八代目鶴澤三二
本名：佐山種三郎。大阪市南区綿屋町出身。二代目鶴澤吉左衛門、二代目鶴澤清六（三代目徳太郎）門弟。後に二代目鶴澤勝七、五代目豊澤廣助の門弟。
明治7年（1874年）1月道頓堀竹田芝居太夫竹本山四郎の芝居の番付に鶴澤吉丸の名がある。筆頭は初代鶴澤清六。明治8年（1875年）5月まで道頓堀竹田芝居に出座。明治9年（1876年）11月道頓堀弁天座の初代鶴澤清六引退披露に出座。明治10年（1877年）2月より初代豊竹古靱太夫が座頭となり興行を始めた御霊社内東小家に師二代目吉左衛門と共に出座。後に師匠となる三代目徳太郎（二代目清六）と一座している。翌3月同座『壇浦兜軍記』「琴責めの段」で師二代目吉左衛門の三味線に対し、胡弓を弾いている。三味線のツレは三代目徳太郎。
明治11年（1878年）2月の初代古靭太夫が斬殺された芝居まで御霊社内小家に出座し、3月より大江橋席太夫竹本山四郎の一座に師吉左衛門と共に移る。明治12年（1879年）/明治13年（1880年）に師二代目鶴澤吉左衛門没。そのため、三代目鶴澤徳太郎（二代目鶴澤清六）の門弟となる。二代目鶴澤三造と改名した芝居は明らかではないが、『此君帖』は明治15年（1882年）とする。
師二代目清六が六代目綱太夫に請われ、明治15年（1882年）東京へ下ったため、大阪に残った二代目三造は師二代目清六の同門（初代清六門弟）である二代目鶴澤勝七の門弟となった。このように二代目清六門弟を挟んで、二代目勝七の門弟となったため、二代目吉左衛門の没後、すぐ二代目勝七の門弟となった吉左衛門一門では弟弟子だった初代友松（初代道八）が、二代目勝七一門では兄弟子となり、三造が弟弟子となるという逆転現象が起こった。
「我々（二代目勝七）門人――高弟の玉助（後の四代目勝七）、私、徳太郎（四代目で、後の八代目三二、この人は吉左衛門さんの門弟では高弟でしたが、勝七師匠への入門は遅れていましたから下位でした）」という記述が『道八芸談』にある。
明治19年（1886年）1月御霊文楽座の番付より鶴澤三造の名が確認できる。明治23年（1890年）9月御霊文楽座にて三造改四代目鶴澤徳太郎を襲名。明治33年（1900年）3月御霊文楽座にて四代目徳太郎改八代目鶴澤三二を襲名。以降、中央に座る。明治34年（1901年）師二代目勝七が没したため、当時の文楽座の三味線筆頭である五代目豊澤広助の門弟となる。これは師を失い独立前であった40手前の八代目三二を一座の三味線の責任者が預かったという形式的なものである。
明治38年（1905年）1月御霊文楽座では筆末に。明治41年（1908年）6月御霊文楽座より、欄外だった二代目鶴澤寛治郎がハコに入る（三味線の文字は無し）。八代目三二は三味線欄の筆末のまま。明治42年（1909年）1月御霊文楽座三代目清六と並び欄外へ。同年3月同座では三味線の文字はないものの、三味線欄と同じ高さのハコに三代目清六と入る。以降、ハコに入る番付とハコに入らない番付がある。明治43年（1910年）1月御霊文楽座では三代目清六が三味線欄の筆末に移り、四代目鶴澤勇造（五代目鶴澤文蔵）と共に三味線と記されたハコに入る。
大正3年（1914年）1月御霊文楽座より上2枚目へ。筆頭は2本線で区切られたハコの六代目豊澤広助である。上3枚目に三代目鶴澤清六。この時より五代目鶴澤徳太郎が文楽座へ出座し、欄外に記される。以降も、文楽座の上2枚目に座り続け、大正7年（1918年）6月23日初日の御霊文楽座の番付上2枚目に名を刻むも、6月29日没。享年57歳。戒名は寂光院浄養清風居士。墓所は大阪小橋光昭寺。
大正8年（1919年）6月17日大阪市東区小橋光照寺にて八代目鶴澤三二の建墓式が営まれる。
幼名吉丸時代に初代豊竹古靱太夫に可愛がられ、初代古靭太夫の墓に親柱を寄進している。その縁で「豊竹古靭太夫」の名跡を預かり、師匠の名跡竹本津太夫を継げなくなり、さらに竹本綱太夫襲名を辞退し、継ぐ名前のなかった竹本津葉芽太夫に二代目豊竹古靱太夫の襲名を勧めた。
「三代目清六さんが私の合三味線になつて下さることに話がすゝみまして、「清六さんに弾いて貰ふのやつたら、古靱を襲名したらどうや」と、古靱の名跡を預つてゐられた八代目鶴沢三二さん前名四代徳太郎からお話があつたので、こんどは私も悦んでお受けしたのでした。……三二さんは初代古靱さんに子供の時から大変に可愛がられた方で、その頃はまだ若くて、吉丸といつてゐられた時分ですが、凶変のあつた土田の小屋が開場ときまつて、巡業先の紀州の新宮から一座が帰阪する時でも、三二さんは古靱さんと相駕籠だつたさうです。古靱さんが歿くなられるとから、名跡はずつと三二さんが預つてゐられて三十二年目に私が襲名したわけでした。それまでにも、古靱を継ぎたいといふ申し出は、いくらもあつたんださうですが、大隅さんや法善寺の師匠が「あんなもんに継がされん」といつて納得されないもんで、初代のお弟子にさへ継がさなかつたんださうです。それほどに師匠がたが重んじてゐられた、一代の名人の名跡を私が継ぐことが出来ましたのは、もちろん三二さんの御厚意もありますが、ひとへにこれは清六さんに弾いていたゞくことになつたお蔭だつたのです。」と、この経緯について二代目豊竹古靱太夫は記している。
鴻池幸武宛て豊竹古靱太夫書簡の書簡番号3「二世喜八郎及三二／名跡の事」に「三二名跡は此頃／死去致しました三二が八代目で私しが／／此人の本全部を預つておりまして／右名前の譲渡書が二代から三代三代から／四代と云ふよふに皆御座いますが三二から／喜八郎にわなつている人わ御ざいません／是はたしかに写違ひと存じ升／又三二から蟻鳳に成つた方も有るよふに／書てあるものも見ております」と山城少掾は記しているため、歴代の鶴澤三二の譲渡書を所有していた

## 五代目
（明治22年（1889年）2月7日 - 昭和35年（1960年）5月8日）
鶴澤政二郎 → 五代目鶴澤徳太郎 → 四代目鶴澤清六

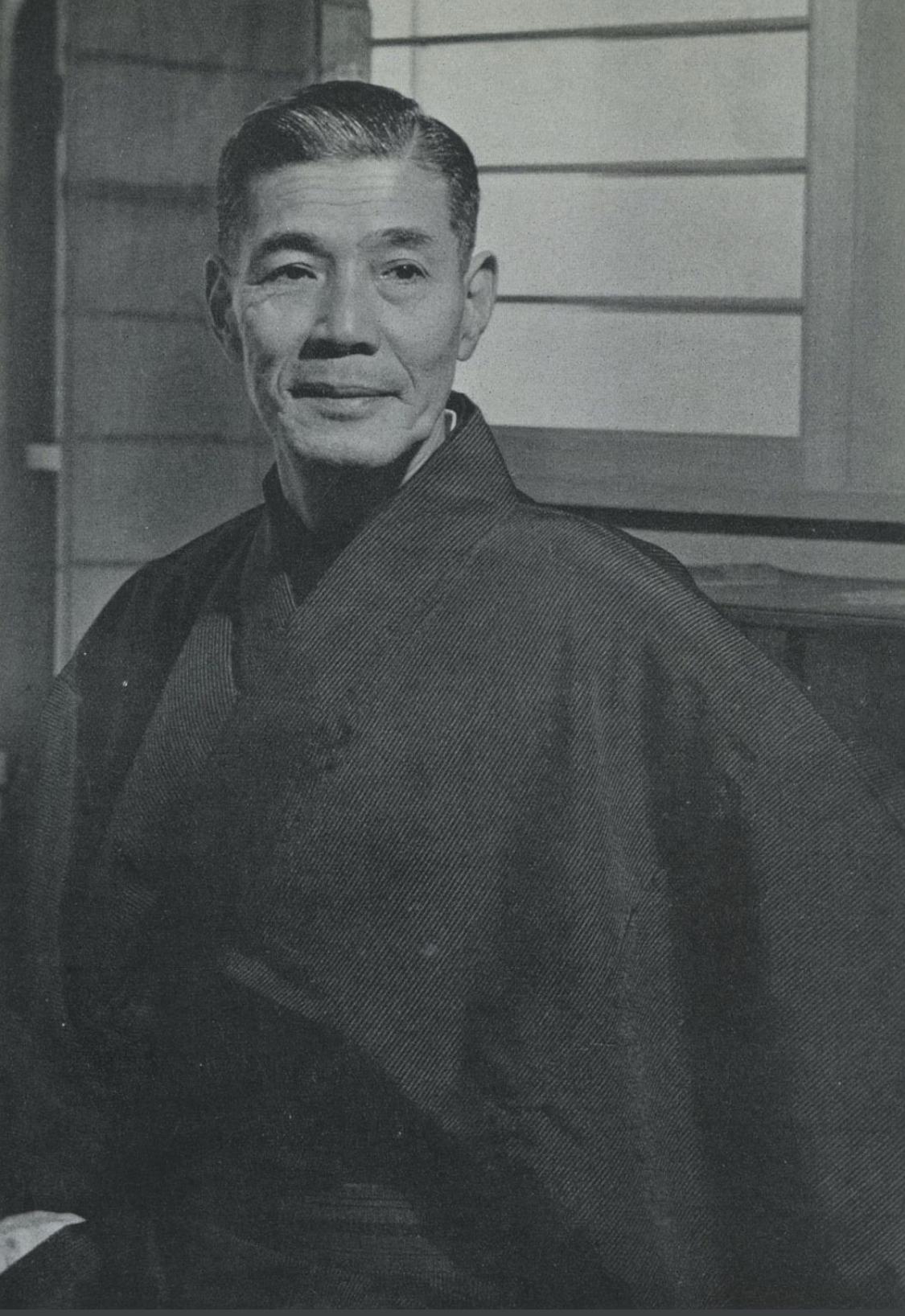
五代目鶴澤徳太郎（四代目鶴澤清六）

本名：佐藤（桜井）正哉。東京市四谷区塩町出身。七代目竹本綱太夫（三代目竹本津太夫）の名跡養子。明治35年（1902年）6月初代鶴澤友松（初代鶴澤道八）に入門し、鶴澤政二郎（まさじろう）を名乗る。

### 受賞歴
昭和22年（1947年）大阪府、大阪市主催芸術祭賞を受賞
昭和24年（1949年）芸術祭文部大臣賞を受賞
昭和25年（1950年）芸術院賞を受賞
昭和28年（1953年）第5回毎日演劇賞音楽賞、第2回人形浄瑠璃因協会賞を受賞
昭和30年（1955年）重要無形文化財保持者の個人指定（いわゆる人間国宝）の第一次指定を受ける
昭和31年（1956年）人形浄瑠璃因協会賞を受賞
昭和33年（1958年）第7回人形浄瑠璃因協会賞を受賞
昭和35年（1960年）没後、勲三等旭日中綬章を受章

### 家族
高祖父：初代鶴澤清六（初代鶴澤徳太郎であり、鶴澤きくの父）、鶴澤ます（初代清六妻）
曾祖母：鶴澤きく（初代清六の娘、初代新左衛門の妻、七代目綱太夫の伴侶）
曾祖父：初代豊澤新左衛門（鶴澤きくの最初の夫）、七代目竹本綱太夫（鶴澤きくの伴侶）※養父でもある
祖母：おあい（初代新左衛門と鶴澤きくの娘、二代目團平の妻。後に三代目大隅太夫の妻）
祖父：二代目豊澤團平（おあいの最初の夫）、三代目竹本大隅太夫（おあいの二番目夫）
義母：おとく（二代目團平とおあいの娘）※鶴澤きく・七代目綱太夫に引き取られ娘として育てられる
養父：七代目竹本綱太夫（鶴澤きくの伴侶）※曾祖父でもある
妻：おとくの娘
『道八芸談』に入門時のエピソードが記載されている。「東京では築地二丁目に家を一軒借りて、一座の谷路太夫の女房が台所をしてくれ、皆一緒に住んでいました。今の清六は政治郎といってこのときに私のところへ来て、大阪へ連れて帰ったのです。もう一人友太郎というのも一緒に連れて帰りましたが、これは芸はよく、教えなくても具合など勝手に弾ける質でしたが、途中で辛抱出来ず、横須賀へ行って稽古屋になり其後死にました。政治郎の方は手が強張って中々弾けませんでしたが、私の家のいろいろな用事をさせている中でも朱の本など見て勉強を怠らなかった甲斐あって今日までになったのです。」しかし、師友松はこの年を最後に芝居から退き、因講からも抜けてしまい、芝居に復すのは大正13年（1924年）のこととなるため、政二郎は芝居に出るため、師もと元を離れ、明治39年（1906年）市の側堀江座に出座する。
山川静夫『人の情けの盃を』に、師のもとを離れ、堀江座に入る際の様子が収録されている。「清六は十二の時母親に死別した。祖母が将来を心配し、芸を身につけさせようと道八のところへ入門させ、二年ほど内弟子をしていたが、雑用のみにあけくれて、さっぱり稽古はしてもらえない。道八自身も舞台は休演がちである。この調子では、毎月食費から小づかいまで送ってくれる、年老いた祖母の存命中に舞台出演することもむずかしいと、清六は気が気でならなかった。清六は、寒中の深夜に井戸水をかぶり神に祈りつづけた。そして、とうとう道八に懇願した。「お師匠ハンが舞台にお出にならないのなら、せめて私だけでも舞台へ出していただいて修業させていただくわけにはいきませんか」しかし道八は許さなかった。「そんなことはいまは出来ん。そのうちに女中がきたら舞台へ出したる」また二ヵ月が経過した。となりの氷屋夫婦が清六にひどく同情してくれ、「なあ、これやったら師匠の家でいつまで辛抱したかてどうにもならん、早よう、出やはったほうがええ」とすすめるので、その夜のうちに荷物を夫婦にあずけて、翌朝五時に師匠の家をとび出した。それから堀江座での必死の修業がはじまった。清六の才能をみこんで、いろいろな師匠が、「どうや、わしの弟子にならんか？」と誘ったが、「いえいえ、私は道八師匠のところから無断で飛び出した男です。うれしゅうはございますが、どなたとなたというより皆さん全部を師匠と思って修業させていただきます」と不利を承知でことわったという。」
以降も堀江座に出座する。明治40年（1907年）5月堀江座の番付より、鶴の字が変わり、書体も中太へ（現在の半沢）。明治41年（1908年）10月で堀江座を退座。
明治45年＝大正元年（1912年）7月23日養父七代目綱太夫が没する。そのため、この堀江座を退座している間に、七代目綱太夫の曾孫であるおとくの娘と結婚、七代目綱太夫の名跡養子となり、鶴澤清六家に入り、鶴澤清六家の後継者となる。
この婚姻により、政二郎は初代鶴澤清六、初代豊澤新左衛門、七代目竹本綱太夫（三代目竹本津太夫）、二代目豊澤團平、三代目竹本大隅太夫と姻戚関係を持つことになった。
「御内儀（七代目竹本綱太夫（三代目竹本津太夫）は、さいしよに初代の新左衛門さんに嫁づいてられたんですが、新左衛門さんが歿くなつてから津太夫（ししよう）と御一緒になられたんです。奇麗な方でした。－－新左衛門さんとの仲に出来た娘さんのおあいさんといふのが、九市さん後に三代団平）に嫁づき、その後九市さんと別れて大隅さん当時初代春子太夫のおかみさんになつたんです。おあいさんと九市さんのあひだに出来たおとくさんといふ娘さんを、津太夫（ししよう）の家へ引取つて、可愛がつて一緒に暮らしてられました。……今の四代清六君の歿くなつた細君は、このおとくさんの娘だつたんです」
政二郎から見て、上述の通り義母となる二代目團平とおあいの娘であるおとくは、祖父母である鶴澤きく・七代目綱太夫に引き取られ、娘として育てられたため、鶴澤きくは政二郎のことを「孫婿」と表現している。また、同様に三代目清六の高弟である二代目清八も「今の四代目清六さんの御内儀さんは法善寺津太夫さんのお孫さんです」と語っている。
また、明治36年（1903年）に系統外ながらも、三代目鶴澤清六を襲名した三代目叶は、二代目鶴澤清七の前名であり、四代目清七が後に襲名した鶴澤勝次郎を名跡の三代目の襲名を望むも叶わなかったため、鶴澤きくから、鶴澤清六の三代目を一代限りで襲名することを求められた際のエピソードに、「三世叶より三世鶴澤清六に改名してゐた。叶の名前と清六の名前には余り深い芸の系統はないのである。この清六の叶は、三世鶴澤勝次郎と名のりたかったが、それが或る事情に依って思ふ様に運ばない。むしゃくしゃして、或る日、法善寺津太夫（※三代目竹本津太夫＝七代目竹本綱太夫）の家に行くと、このお内儀さん（※鶴澤きく。初代鶴澤清六娘）が、そんなら私の家にある　清六の名を継いで貰へぬか、そんなら継ぎませうと言ふ様な訳で極く偶然の機会に叶から清六になったのである」「清六といふ名をあんたに磨いて貰ひたい。そしてあんたに門人もあるが、この名はあんた一代でこちらへ返してほしい。こちらの孫娘に三味線弾きを貰ふて四代目を継がしたいから」と、鶴澤きくが「四代目は孫婿をもらって襲名させる」と語っており、政二郎の初代友松への入門が明治35年（1902年）を考えると、鶴澤きくが三代目叶に三代目清六を貸した際には、まだ後継者（＝孫娘の「おとくの娘」の婿 ※本来は曾孫娘であることは前述の通り）は決まっておらず、五代目徳太郎から四代目清六を襲名させる優秀な三味線弾きを求めており、そのお眼鏡に政二郎が適ったという時系列でとなる。
この観点からみると、後に相三味線となる二代目豊竹古靱太夫（山城少掾）の『豊竹山城少掾聞書』にある「今の清六君は四代目になりまずが、私と同じ東京生れで、こないだ歿くなった道八さんの門人です。はじめ政治郎といっておりましが、初代清六さんの家を繼ぐことになって五代目徳太郎になり、その後私の合三味線になるについて清六を襲名したのでした」は、「初代清六さんの家を繼ぐことになって五代目徳太郎になり」の部分は正しいが、鶴澤きくの発言にあるように、清六家を継ぎ、四代目清六になるために、前名の五代目徳太郎を襲名したのであるから、「その後私の合三味線になるについて清六を襲名したのでした」の部分は誤りとなる。
大正元年（1912年）9月近松座『本朝廿四孝』「信玄館（十種香）より奥庭狐火の段 切」で三代目竹本伊達太夫後の六代目竹本土佐太夫（天下茶屋）を弾き政二郎改五代目鶴澤徳太郎を襲名。当時23歳。三味線欄外に「政二郎改五代目鶴澤徳太郎」とある。堀江座の後継である近松座に復帰し、五代目徳太郎を襲名し、いきなり三代目伊達太夫を弾いたのであるから、序列が明確になる三味線欄に位置付けることが難しかった。奥庭狐火のツレ弾きを近松座の三味線のトップであった二代目豊澤團平が勤めた。
当時の劇評は、「伊達の糸を綱太夫の嗣子になった鶴澤政二郎が徳太郎と改名して弾くが弱年に似ぬ腕の冴は将来を思はしめる。」（毎日新聞）「十種香より奥庭狐火伊達の畑の物で頭から悪いと云ふにあらず、三味の徳太郎は大躰の筋が能いから餘り屑も出さず殊に團平が引立ツレ弾に出て居るから少しも間劣り無く伊達太夫相當の三味線である。「八百八狐付添て」で人形と倶に白地の衣裳に引抜く、床では兎に角伊達の美聲に徳太郎と團平のツレ弾き、道具は目の醒る計り美麗なり。」（浄瑠璃雑誌）と徳太郎の手腕を讃えている。
「綱太夫の嗣子になった」とあるように、「おとくの娘」の夫となり、七代目竹本綱太夫（三代目竹本津太夫）の名跡養子となっている。ツレ弾きを勤めた二代目團平から見れば五代目徳太郎は孫婿にあたり、三代目竹本大隅太夫からみても義理の孫婿にあたる。三代目竹本伊達太夫（後の六代目竹本土佐太夫）は三代目竹本大隅太夫の弟子である。また、養父七代目竹本綱太夫が得意とした「沼津」も同月の狂言に選ばれる等、一家一門で鶴澤清六家の新たな跡取りの門出を祝している。（親戚関係の詳細は前述の通り。また初代清六の親族欄を参照）
以降も三代目伊達太夫を弾く。三代目伊達太夫は後の六代目竹本土佐太夫で、師友松が長く弾いていた。
翌大正2年（1913年）9月で近松座を退座。伊達太夫の巡業に従う。大正3年（1914年）1月御霊文楽座に入座。近松座同様、欄外となる。翌2月伊達太夫も文楽座に入るが、相三味線は豊澤猿治郎となっている（番付も太夫付）。同年5月8日より3日間、三代目清六の故郷である静岡にて、清六父母追善興行が静岡入道館で行われた。「古靱、静（四代目大隅太夫、三代目清六甥）、光、つばめ（八代目綱太夫）、い、清六、徳太郎、芳之助（五代目弥三郎、三代目清六養子）、浅造（四代目重造、三代目清六門弟）」と、『義太夫年表大正篇』にある。
同年9月御霊文楽座花勇改五代目鶴澤勇造の久々の出座と、京都より六代目竹澤團六（後の六代目鶴澤寛治）の文楽座入座があり、三味線欄外に、花勇改鶴澤勇造、鶴澤徳太郎、竹澤團六が右から並んだ。大正4年（1915年）1月まで3人が三味線欄外に並んでいたが、2月より解消。徳太郎は上7枚目となる。同年3月御霊文楽座『義経千本桜』「嵯峨庵室の段 切」を語っていた二代目古靱太夫を三代目清六の代役で弾く（3月5日、6日）本役では「大物ヶ浦 渡海屋の段 中」で静太夫を弾く。大正5年（1916年）4月御霊文楽座の番付より本澤となる。三味線欄の下5枚目。この頃、静太夫や五代目錣太夫や七代目駒太夫を弾いている。
大正6年（1917年）2月御霊文楽座にて初代古靱太夫四十回忌のため『芦屋道満大内鑑』が上演され、徳太郎は「蘭菊の段」で三代目清六のツレ弾きを勤める。大正8年（1919年）9月下3枚目に上る。大正11年（1922年）7月6日～11日に御霊文楽座で行われた第1回向上会で静太夫の『菅原伝授手習鑑』「松王首実検の段（寺子屋の段）」を弾く。当時の劇評に「靜太夫の寺兒屋の段、大まかな節廻しに間づらい所もあったが何しろ大成功だ。大隅太夫の襲名迄には間もあるまい、今暫らくの辛抱だ。糸の徳太郎もよく此人を助けて大々的成功裡に演了せしめた、靜の成功は確に徳太郎の健腕に俟っ虚が多かった。」とある。
大正12年（1923年）10月文楽座『仮名手本忠臣蔵』「六段目 勘平住家の段」で二代目豊竹古靱太夫を弾き、 四代目鶴澤清六を襲名。番付上は古靱太夫の太夫付となっている。同年1月に三代目清六が没し、古靱太夫の相三味線は二代目豊澤新左衛門となっていたが、五代目徳太郎が相三味線となるにあたり、四代目鶴澤清六を襲名した。番付の口上に「此度鶴澤徳太郎儀御贔屓様方のお勧めに預り四代目鶴澤清六を襲名仕り今後共芸道相励み度き所存に有之候次第何卒併せて御引立の程伏してお願ひ申上」とある。以降、昭和24年（1949年）まで二代目古靱太夫の相三味線を勤める。当時の劇評に、「この古靭の絃を四代を襲名の徳太郎の清六が弾いたお目見得で未だ何の将色も見えなかつたが達者に綺麗に弾いた」「静の口上ありて古靭四代目清六。懸命に語るので聞應へせり。糸も此分ならば勤まらう。」とある。
この襲名に付き、「清六襲名ですが、私は元来先年亡くなられた道八師の弟子で初め政二郎といひ、それから徳太郎になつて、文楽へ入つてからは錣太夫（五代目）を弾いて居りました。すると三代目清六師が亡くなられた翌年の大正十二年三月頃でしたか、文楽の勘定場の中村仙助が私の所へ来て、當時今の山城さんの古靱さんが清六師に逝かれてから、新左衛門（二代目）さんが弾いてゐられましたのを、両雄並び立たずといふのか、又新左衛門さんだけの人には自分の流儀があつて、古靱さんがすべて清六師通りに弾いてほしいといふのに、一寸さうはいかない事があつてどうもしつくりいかない。そこで文楽としても新左衛門さんだけの人にけちをつけたくないから、今の中に別れさせて、その代りに貴方に弾かしたいといふのです。私は一応師匠の道八に相談してからといつて帰しました。と二、三日たつてから又仙助が来て、古靱を弾くについては名人の四代目清六を襲名してくれとの事で、これも即答はせず道八師に相談致しました。すると師匠は反対はせず、新左衛門にきずをつけずにお前が代るならいゝだらうといふので襲名を決心いたしましたが、私が三十六歳の時でした。」と清六が語っている。また、この清六襲名を機に、「折角売出しの古靱さんにすまぬと思」い、素人弟子の稽古を山城少掾との相三味線を解消するまで断り続けた。
豊竹古靱太夫と鶴澤清六は初代同士の縁であり（初代清六は古靭太夫の師匠の初代靭太夫の相三味線でもある）、三代目清六に弾いてもらうこととなった、津太夫が継げなくなった津葉芽太夫に古靱太夫名跡を預かっていた四代目徳太郎（八代目三二）が「清六さんに弾いて貰ふのやつたら、古靱を襲名したらどうや」と二代目古靱太夫を譲られた経緯もあり、古靱太夫と鶴澤清六は縁の深い名跡同士であるが、そもそも、二代目古靱太夫は三代目津太夫（七代目綱太夫）の後継者であり（本来は津太夫となる予定だった）、竹本綱太夫名跡を預かる当時の竹本綱太夫家の当主であるが、四代目鶴澤清六は七代目綱太夫の曾孫婿にして名跡養子であることから、芸脈の面での七代目綱太夫の後継者と、血脈の面での七代目綱太夫の後継者の相三味線となった。
この襲名披露の『仮名手本忠臣蔵』は9月に幕が開く予定であったが、同年9月1日に発生した関東大震災の影響で、開幕が10月にずれ込んだ。出身地が東京である清六は、東京へのご贔屓への襲名の挨拶状と配り物（上等の家庭用石鹸）を8月28日、29日に東京に向けて鉄道便で送付したが、関東大震災によりその挨拶状と配り物が「殆ど全滅」した。「當時の私が貧乏の中を無理算段して送つたそんな挨拶状や景品が、殆ど全滅ですし、おまけに文楽の方も震災の餘波で、いつ初日があくや分らん。とうとう一月遊んでしまつて、十月になつてやつと初日があいたわけで、東京へは又新規まき直しに挨拶をしなければならず、いゝ名を襲名したといひ條、えらい損害で閉口致しました。」と語っている。
三宅周太郎はこの襲名披露にご贔屓から清六に送られた白い繻子の引き幕が思い出に残ったと語っている。
大正13年（1924年）9月御霊文楽座の三代目伊達太夫改六代目竹本土佐太夫襲名披露興行で、紋下の竹本津太夫が休演した。津太夫の相三味線に当時因講を抜けていた清六の師匠の初代友松を迎えるにあたり、弟子の清六が間に入り話をまとめたが、因講から抜けていた件が問題となり、両名が休演し、翌10月の芝居に友松事初代鶴澤道八として出座した経緯があった。無論、道八も津太夫の太夫付であり、古靱太夫付の清六と併せて、師弟で太夫付となった。
大正14年（1925年）10月御霊文楽座で『摂州合邦辻』「合邦住家の段 切」で古靱太夫を弾く。『義太夫年表大正篇』に「摂州合邦辻は阪地に於て暫くその上演が禁止されたりしたが此度解禁となりたるものなり」とある。
大正15年＝昭和元年（1926年）3月御霊文楽座『仮名手本忠臣蔵』では古靱太夫が番付上七段目の平右衛門ひと役であったため、八段目の道行の二枚目を弾いたため、清六の名は三味線欄の欄外で雨ざらしとなった（実際は、古靱太夫は休演）。「尤も古靭の出られぬ事は病氣で致方もないとはいふものヽ、出られぬ事を承知して番組に載せるとは客を欺くに當る。番組編成後に出られぬ様になったといふのか。然らば古靭の三味線清六を何故雨曝しにしたか。恐らく立派な癖明は出來まい。古靭の温厚に附込んで一種の侮辱を加へたものと推測する」と当時の劇評にある。翌4月同座で古靱太夫は復帰し、『勧進帳』の弁慶を語ったが、シンを六代目友治郎が弾き、清六は2枚目だったため、前月と同様に三味線欄外の雨ざらしとなった。5月同座『菅原伝授手習鑑』「丞相名残の段」で古靱太夫の太夫付に戻った。11月同座『天網島時雨炬燵』「紙屋内の段 切」を勤めるも29日午前11時よりの火災で御霊文楽座が焼失する。翌昭和2年（1927年）1月道頓堀弁天座で興行を再開した。
昭和5年（1930年）四ツ橋文楽座の杮落し公演で、古靱太夫が『平家女護島』「鬼界ヶ島の段」を復活させる。これにあたり、前年12月に東京の豊澤松太郎師匠に稽古を受けたが、清六が病中であったため、師の初代道八がその稽古に付き添い、公演も中日迄道八が代役をすることになった。『道八芸談』の「出勤のおぼえ」では「清六病気のため古靱太夫の「平家女護島二段目切」を一週間代役にて弾く」とある。
戦時中は茨城県疎開していたものの、文楽の再開の知らせを聞き、三味線を二挺背負い、大阪に駆け付けた。「昭和二十年三三月十三日の、大阪の空襲で、文楽座が炎上した。（略）そんな中で、こんなことで負けていられるか、と、朝日会館で文楽の幕をあけた。二十年の七月であった。（略）その噂を、風のたよりに聞いて、茨城県の下妻からまた奥へ一里という、赤須のおかいこ部屋にかくれていた。鶴澤清六（四代目）などは、ぼろぼろの洋服を着て、その背に、大事な三味線を、二挺背負って、焼きただれた東京へたどり着き、それからまた、はるばる、東海道と、不自由なのりものを、のりつぎ、のりつぎ、大阪の朝日会館に着くと、二日目から、ひさしぶりに、古靱大夫の三味線を弾いた」と安藤鶴夫が記している。
昭和22年（1947年）2月四ツ橋文楽座にて『菅原伝授手習鑑』「道明寺」が初代豊竹古靱太夫 初代鶴澤清六 七十年忌追福芸題として上演され、「相丞名残の段 切」を古靱太夫と勤めた。「此度先代古靱太夫及び初代鶴澤清六の七十年忌追善を兼ねて其の追憶の狂言を加えて其面影を偲ぶ事と相成り申候次第にて」と番付の口上にある。同年3月27日12時半より御殿場秩父宮邸にて掾位授与式が営まれ、豊竹古靱太夫が秩父宮より山城少橡藤原重房の掾位と紋を賜り、御前演奏として、『菅原伝授手習鑑』「道明寺の段のうち相丞名残りの場」を演奏した。
同年6月14日四ツ橋文楽座にて天覧の栄誉に浴し、『恋女房染分手綱』「重の井子別れの段 切」で山城少掾を弾く。終演後、一座代表として豊竹山城少掾、鶴澤清六、吉田文五郎がお言葉を賜る。同年12月26日、昭和二十年度大阪府、大阪市主催の芸術祭賞を豊竹山城少掾、鶴澤清六、吉田文五郎が天覧の『恋女房染分手綱』「重の井子別れの段」で受賞。
昭和24年（1949年）1月大阪日本橋松坂会館にて文楽座因会の第1回公演が行われる。「文楽座因会設立趣意の創立同人」に名を連ねている。役場は、此の処櫓下豊竹山城少掾 三味線鶴澤清六 人形玉手御前 吉田文五郎顔合せにて相勤めますと角書きされた「摂州合邦辻 合邦住家の段 切」。以降、四ツ橋文楽座での興行にても、山城少掾、清六、文五郎が勤める旨の角書きがある。
同年10月3日、東京帝国劇場にて『菅原伝授手習鑑』「寺子屋の段 切」を山城少掾と勤めていたが、27年間の相三味線を解消する声明を発表した。山川静夫『人の情けの盃に』に、妻の佐藤静の談として、その際の様子が収録されている。「その日、清六は静の前で、発行されたばかりの茶谷半次郎著『山城少掾聞書』を読んでいた。と、何が癇にさわったのか、突然顔色をかえて、「もう山城とは絶縁する！」と言い出した。静はびっくりして、「どうなさったんです？そんな急に」「この本に書いてあることが許せん！」清六は手をふるわせながら女房に本をわたした。内容は山城少掾の芸談である。」その本は、この年の夏に刊行された『山城少掾聞書』で、清六の癇に障った内容は、「鬼界ヶ島の段」の下記の記述によるとされている。
「道八さんに弾いて貰つて関心しましたのは――松太郎さんに稽古していただいているあいだは、差向かいの稽古なのと、こつちも憶えるほうに気を奪われていて、さほどに感じなかつたんですが、道八さんの三味線を聴いていると、〽俊寛が身に白雪の、つもるを冬、きゆるを夏、風の景色を暦にて、春ぞ秋ぞと手を折れば、凡日かずも三年の、言問ふ物は奥津波、いそ山颪浜千鳥――の「おきィつなアみ」というところの、ツト、ツト、ツーン……というだけの手ですが、そこを弾かれると、いかにもドドドーン、と波が打寄せてくるように感じられるんです。なんにしても道八さんの三味線は、粘り気のつよい三味線でしたからね……。仲日ごろから、道八さんに稽古して貰つた清六君が替りました。「鬼界ケ島」の稽古中、こないだの七代目の吉兵衛さんが知つていると聞いて、一度行つて聴かして貰いましたが、四十年しまい込んで、語り崩してないだけに、松太郎さんのとちつとも違つたところがないのに感心しました」
同公演の三の替りの『芦屋道満大内鑑』「葛の葉子別れの段 切」までを勤め、文楽座を退座する。この「葛の葉子別れ」が同年の芸術祭文部大臣賞を受賞した。
大阪毎日新聞の11月5日付に「『清六』ついに東京へ 少掾との仲直り望み絶ゆ（略）清六は近く恩師故鶴澤道八の五周忌法要を済ませた上来る十日に京都烏丸今出川の自邸を引き払い、東京永住のため出発」とあり、赤坂山王下（当時の千代田区永田町二丁目七七）へ清六は引っ越した。山城少掾の相三味線は門弟八代目綱太夫の相三味線であった十代目弥七が勤め、後に三代目清六の門弟である四代目清二郎が初代鶴澤藤蔵を襲名した上で勤めることとなる。昭和25年（1950年）芸術院賞を受賞。
2年6ヵ月のブランクを経て、昭和27年（1952年）5月、豊竹松太夫（後の三代目竹本春子太夫）の相三味線として文楽座に復帰。「鶴澤清六復帰出演」と題されている。『壺阪観音霊験記』「沢市内より御寺まで」で豊竹松太夫を弾いた。ツレは門弟の初代鶴澤清六と豊澤新三郎。鶴澤清六の上には三味線とあり、三味線格となっている。以降、松太夫を弾く。
昭和28年（1953年）第五回毎日演劇賞音楽賞を受賞。同年3月四ツ橋文楽座『本朝廿四孝』「奥庭狐火の段」が評価され、第2回因協会賞を受賞。同年3月27日神戸繊維会館で「鶴澤道八追善」と銘打たれた興行があるが、清六は松太夫の野崎村を弾き、追善狂言の「小鍛冶」には出演していない。津太夫寛治郎他の出演。昭和29年（1954年）3月四ツ橋文楽座、三和会を脱した四代目伊達太夫を弾く。松太夫の役場も弾いており、2人の太夫を弾いた。同年5月四ツ橋文楽座『仮名手本忠臣蔵』「旅路の花婿（落人）」を鶴澤清六作曲 山村若振付 釘町久磨治装置にて上演。4月26日付の大阪毎日新聞に「清元から文楽座の義太夫に作曲したものにはすでに『かさね』があるが、今度の『勘平の道行』はもともと義太夫から清元に移ったものだけに、今度の作曲は義太夫への逆輸入になるところに問題がある。作曲者の清六氏は「義太夫の作曲は個人的にはしていますが舞台にのせるのはこれがはじめてです。清元の歌詞をアレンジして、人形でも動きのあるように工夫をこらしました』と語っている」とある。同年6月の新橋演舞場にても鶴澤清六作曲 山村若振付『落人』が上演されている。
昭和30年（1955年）1月四ツ橋文楽座にて再び四代目伊達太夫と松太夫の両人を弾く。そのため、松太夫の「重の井」、一座総出演「寿式三番叟」、伊達太夫の「曲輪文章」、松太夫の「尼ヶ崎 前」の四場を弾いた。その「寿式三番叟」で門弟にて自身の甥（妻の妹の息子、義弟初代清友の養子）である鶴澤清治が初舞台を踏む。同年2月15日、豊竹山城少掾、八代目竹本綱太夫、六代目竹本住太夫と共に、重要無形文化財保持者の個人指定（いわゆる人間国宝）の第一次指定を受ける。
同年道頓堀文楽座開場記念狂言『延喜帝』の作曲をする。「平田都作 鶴澤清六作曲 井上八千代振付 前田青祁美術考証並に装置」とある。同年12月28日の開場式で上演され、翌1月からの杮落し公演でも上演。同芝居で門弟にして兄弟弟子（初代道八門弟）、義兄弟（妻が姉妹）の初代鶴澤清友が自身の前名である鶴澤徳太郎の六代目を襲名している。昭和31年（1956年）5月道頓堀文楽座にて鶴澤清六作曲の『葵の祭』（源氏物語より）が上演される。「平田都原作 丁東詞庵脚色 鶴澤清六作曲 山村若振付 吉川観方美術考証 松田種次装置」とある。同年8月道頓堀文楽座にて鶴澤清六作曲「湖の火」より『雪狐々姿湖』が上演される。「高見順原作　有吉佐和子脚色演出　鶴澤清六作曲　二世西川鯉三郎振付　大塚克三装置」とある。この『雪狐々姿湖』の作曲で昭和31年度人形浄瑠璃因協会賞を受賞している。昭和32年（1957年）5月道頓堀文楽座にて鶴澤清六作曲『狐と笛吹』が上演される。「北条秀司作　鷲谷樗風脚色　鶴澤清六作曲　楳茂都陸平振付　大塚克三装置」とある。大阪朝日新聞の5月13日付の記事に「終盤に人形遣いが白衣を着用、浄瑠璃も両床に分ける」とある。同年7月25日、吉田難波掾、八代目綱太夫、四代目清六らが東横堀川から天神祭の船乗込みを行い、桜宮公園前仮舞台で三番斐を奉納と、翌26日の大阪日経新聞の記事にある。
同年8月26日道頓堀文楽座の「ニッポンの宝」の撮影に参加。アメリカ人の日本文化理解を促進するためのアメリカ大使館制作の総天然色映画で、仮名手本忠臣蔵　八段目を撮影した。同年11月道頓堀文楽座にて鶴澤清六作曲『おはん』が上演。「宇野千代原作（中央公論版） 大西利夫脚色　鶴澤清六作曲　大塚克三装置」とある。昭和33年（1958年）1月30日第7回人形浄瑠璃因協会賞を松太夫と共に受賞。長局の段の演奏が評価された。昭和34年（1959年）12月9日「竹本綱大夫の文楽座次期櫓下就任に反対していた鶴澤清六は、病気を理由に一月以降の文楽座興行への出演を拒否する旨松竹に申し入れる」と大阪毎日新聞12月10日の新聞にある。
以降の経緯は、以下の通り。昭和35年（1960年）「一月二十日、鶴澤清六の反対により竹本綱大夫の紋下就任が頓挫していたため、全員一致を望む松竹大谷会長は紋下問題を白紙に戻すとした。二十一日、引退を表明して休演中の鶴澤清六は大野伴睦らの斡旋で因会に復帰することになる。二十二日、紋下問題で人格を批判されたとし、竹本綱大夫は竹澤弥七と共に文楽座支配人を通じて二月東京公演不参加を申し入れる。二月四日、鶴澤清六が紋下問題で竹本綱大夫の感情を害したことに対して遺憾の意を表明したため、竹本綱大夫は大谷会長の斡旋もあり、二月の東京公演の出演を了承」

同年4月24日初日道頓堀文楽座では昼の部『壇浦兜軍記』「阿古屋琴責の段」、夜の部『伽羅先代萩』「御殿の段」を勤めていたが（5月1日よる昼夜入れ替え）、5月6日昼の部の「御殿の段」のみ出演し、夜の部の阿古屋を休演。代役に義弟の六代目徳太郎。翌7日休演、8日に逝去する。墓所は高野山奥之院。戒名は至藝院釋正緻居士。墓所は高野山奥之院。

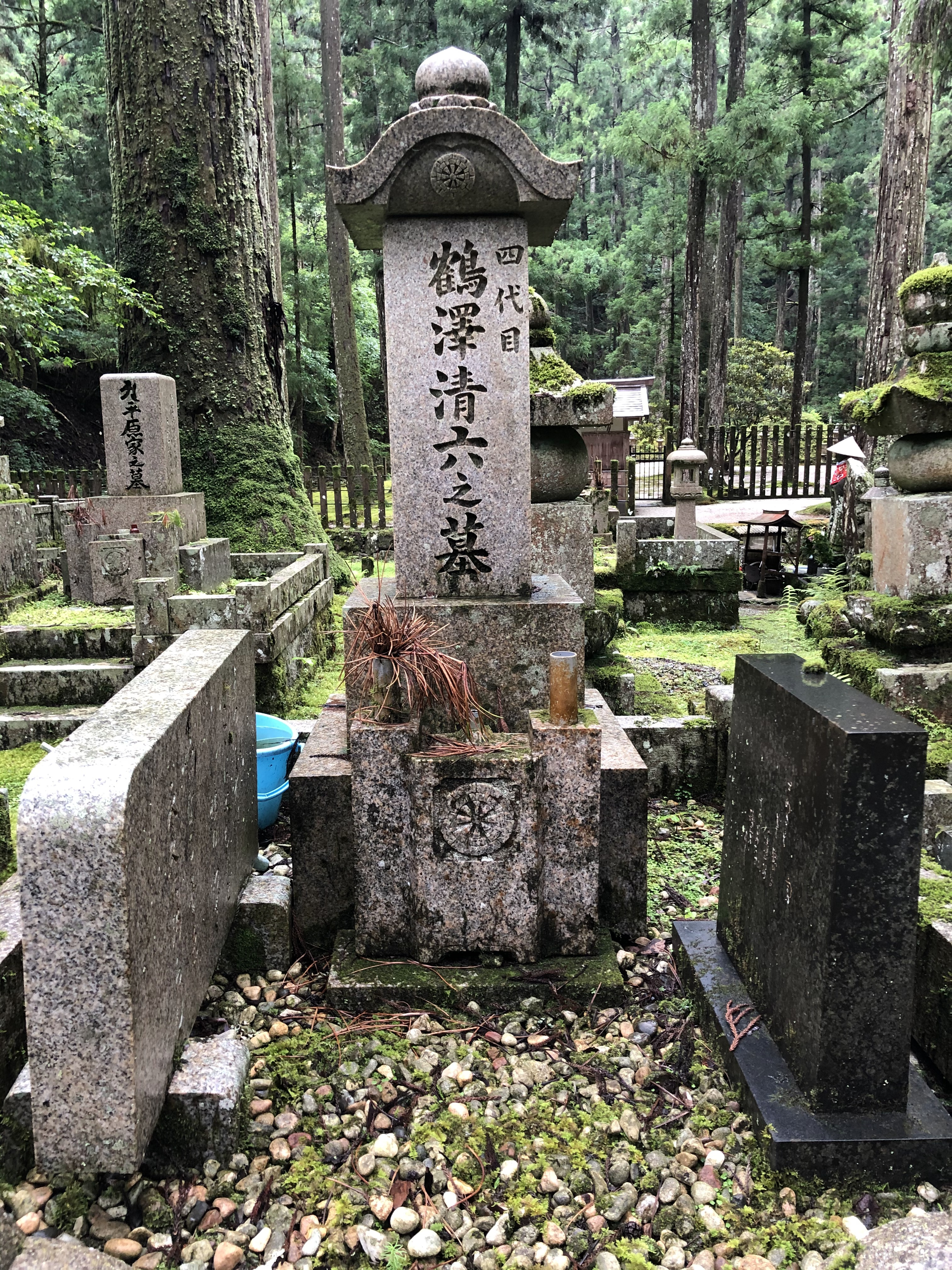
四代目鶴澤清六の墓

没後、勲三等旭日中綬章を受章しているが、これは後援会長であった電気化学工業社長の野村与曽市が当時の第二次岸改造内閣や大野伴睦副総裁ら自民党幹部に働きかけたものであるとインタビューで明かしている。
「野田　そこで、今度はあなたの個人的なことを伺いますが、鶴澤清六さんの後援会長をやつておられたということですね。ところで清六さんが勲三等をもらつたというのですが芸能関係では珍しいことですね。
野村　そうですね。事の起こりは山城が引退したでしょう。座頭の紋下は大体上席の太夫です。それで大谷氏が綱太夫に白羽を向けたわけだ。ところがああいう社会というものは非常にやかましい因習というものがある。それを大谷氏が多田という支配人を清六氏のところに使にやつて実は今度綱太夫を紋下にすることになつたと通告した。清六氏にしてみると子供みたいなものだから、なんだい、あんな未熟なものをというわけだ。僕はあとでいうたのだけれども、大谷氏がかりにそういうことをワンマンできめたにしても、ああいう社会だから使いにきた人が、"そうしたいうと思うがお師匠さんどうでもか"というように相談するようにしたらよかつたのだ。それで私は坂内（義雄）氏と二人で大谷氏のところに行つて、"今、文楽が凋落しているときに、清六みたいな名人を手放したら文楽のために困るじやないか、あなた何のために文化勲章もらつたか、あなたは文楽の愛好者というので追放ものがれた。そういう歴史を忘れたか"（笑声）とやつたのだ。また忙しいときにわざわざ大野（伴睦）さんが大谷氏のところに行つて、文楽の育成発展のために、この問題をうまくさばかなければいかん、だから綱太夫を紋下にすることはよろしいが同時に清六を入れなさい、できれば文五郎も入れよ。三人入れなさい。そういつたので、大谷氏がまいつちやつて承知しました。清六氏はもう出ないといつたのだけども今回のことは水に流して、綱太夫の紋下もやめ、清六もなかつたことにしてもらいたいということで、清六氏も五月の大阪公演にでました。そこでポツクリ参つちやつた。五月八日に亡くなつたのです。早速賞勲局に行つたのですが、大体菊五郎でも吉右衛門でも、四等、六等と格が低いのですね。清六は団平以来の名人です。勲三等旭日なんとかいうのをやれとやつたのですが、賞勲局ではそんな例がないというので、とてもだめだというのです。それで大野さんのとこに行つて、福田総務長官を呼んでもらつて調べたのです。松田文部大臣がちようどその前に工業クラブで、ああいつた芸能人を呼んでお茶の会をやつている。大いに芸能人を持ち上げておつたので、文部大臣は肩をいからせて、大体代議士にはすぐ三等、二等とやるのに、芸能人は非常に悪い。過去において例がなければ新しく作ればいいというので、大野副総裁、川島幹事長、石井総務会長の三役が賛成し、益谷副総理も賛成して、それで三等にきまつたのです」
有吉佐和子『一の糸』で描かれる"露沢清太郎"のモデルで、「おとくの娘」と死別した後は静（『一の糸』の"茜"のモデル）と再婚した。静の妹と結婚したのが、弟子の六代目鶴澤徳太郎（後の二代目鶴澤道八）である。また、甥（義弟二代目鶴澤道八の息子）の鶴澤清治が『一の糸』の舞台化に際し、脚本・演出・音楽を手掛けている。その際のパンフレットのインタビューに「私の恩師であり、「一の糸」の徳兵衛のモデルである清六師匠と、茜こと静夫人とは私が生れた時より深い関わりのあるお二方でございます。私は夫人のことを「東京おばちゃん」と呼び、母は「ママさん」と呼んでいました。小学校の入学祝いはランドセル、中学の時は腕時計を、私の注文を細かく聞いて、お二方で選んで贈って下さいました。昭和三十年当時は赤坂山王下の立派な家にお住まいでした。私も東京公演の時など何度か泊めていただき、夕食後は「銀座の千疋屋でチョコレートパフェーを食べよう」と言って、ハイヤーで出かけたりもしました。当時それが大層ハイカラで贅沢に感じ、今でも鮮明に記憶に残っています。また、不思議な縁と申しましょうか、「一の糸」で唯一なぜか実名で登場します箏の師匠、今井慶松は、家内の祖父にあたります。生前の静夫人から、慶松先生に連れ弾きをしてもらって箏の会に出たという自慢話をよく聞かされました。ですから私が文楽で箏を弾く時などは、色々注意を受けたものでした。さて、清六師匠は私にとって神の如き存在でございます。数々の名盤を聞くにつけ、その物凄さに、ただただひれ伏すばかりです。私のもう一方の恩師である竹澤彌七師匠が、清六師匠のレコードのリニューアル盤の監修をされた時「わしも随分生で聞かしてもろてきたけど、これ程、凄いとはなァ」としみじみ仰っていました。彌七師匠をしてこう言わしめる三味線。正にひと撥ずつ命を削って音を出されているように私には聞こえます。この師の至芸を有吉先生は「一の糸」で見事に表現されています。しかしこの様な音を生で再現する事は到底、不可能でございますので、何卒皆様方におかれましては寛容なるお心をもちまして、お聞き下さいますよう伏して御願い申し上げます。有吉先生には、昭和三十一年に先生の書かれた新作文楽「雪狐々姿湖」で私が胡弓を擦らせていただき、それ以来よく目を掛けていただきました。二十二、三年以前になりますが、有吉先生と私が静夫人のお宅におじゃましました時、つい話が長びいてしまい、先生が出席しなければならない大使館のパーティーに遅れそうになり、普段着につっかけサンダルという出で立ちで招待状も持たずに並みいる盛装の人々の中へ堂々と入って行かれました。私はその時、先生に「あなたエスコートしなさい」と言われて有無を言わさず連れて行かれました。多くの著名人に私を紹介されましたが、本当に冷汗ものでした。」と答えている。

### 鶴源
四代目清六が法善寺境内で大正末年から経営していた天婦羅屋。銀座（築地）にも支店があった。店名の鶴源は養父母の本名から名づけられている。鶴は養母鶴澤きく、源は養父七代目綱太夫（三代目津太夫）の本名櫻井源助。清六からは祖父師匠にあたる二代目鶴澤勝七（初代鶴澤道八の師匠）が経営していた芝居茶屋に、養父母であたる七代目綱太夫（三代目津太夫）と初代鶴澤きく（初代鶴澤清六の娘）夫妻が入り、鶴澤きくが芝居茶屋を経営していた（山城少掾「法善寺で茶見世をしてられた師匠（津太夫）の家は、以前二代目鶴澤勝七さんがやつてられたあとへ這入られたんだと聞いてゐます」）。その芝居茶屋が、カフェーリスボンとなり、その後に天婦羅屋の鶴源となった。宇野浩二は「今の鶴源（てんぷらや）の附近には、文楽の津太夫、同じく三味線弾きの勝七が内職に掛茶屋を出してゐた」と記しているが、茶屋の付近ではなく、その店そのものである。
開業の年月は明らかではないものの、大阪市編『明治大正大阪史』によれば、「天麩羅屋 元来大阪で唯天麩羅といふときにはハンペンを油で揚げたものを称し、魚類に衣を掛け油で揚げたものは特に東京天麩羅といひ、御霊筋の梅月と太左衛門橋の魚喜とが名高かつた。その後大正末になつては鶴源（法善寺内）・てん寅（横堀）なども美味を賞せられ」と、大正末の開業であるとする。これは喜多村緑郎の大正14年（1925年）の日記「鶴源で天麩羅を食つて皆一同のむ」（12月29日）や、志賀直哉の『奈良日誌』内「（大正15年（1926年）1月）六日/午後より大阪、鶴源夜食」の記述からも裏付けられる。大正12年（1923年）10月に五代目徳太郎から四代目鶴澤清六を襲名しており、その襲名の前後に鶴源を開業させたこととなる。
昭和5年（1930年）刊行の日比繁治郎著『道頓堀通』には「純粋の日本料理として、相当な老舗をもつてゐる店では前記のひし富、法善寺境内のみどり、鶴源、二鶴、竹林寺東のうろこ、中筋の日柄喜」「天ぷらでは東京風の濃厚な点に王者の位置を占めてゐるのが鶴源」と記述があり、同年の雑誌『民謡音楽』4月号には尾上香詩「法善寺、極楽小路」の歌詞に「ほんに名高いの食道楽さ/鶴源升辨丹吾」とあり、「二鶴、鶴源、正辨丹吾、みどりの料理等浪速きつての名高い食道楽です」と註がつけられている。同様に同年刊行食満南北著『上方色町通』にも「二鶴、鶴源其他大小、いろいろの旨いものを食はすうちもあり」とあるため、大正末に開業してから数年で鶴源は天婦羅屋の名店に登り詰めている。
昭和7年（1932年）刊行酒井真人, 岸本水府著『三都盛り場風景』には「鶴源は天ぷらで名高く、また日本航空飛行会社（註：日本航空輸送か）と特約して土佐沖の鮮魚を飛行機で運んで来て食はせるのが自慢になつてゐる」とあり、後述の築地支店に明石鯛を空輸するというアイデアは既に戦前の開業当初から行われていたことがわかる。同年の谷崎潤一郎の「私の見た大阪及び大阪人」の冒頭に「銀座に道頓堀のカフエ街が出現して大阪式経営法で客を呼んだり、法善寺横丁の「鶴源」がその裏通りに開業すると云ふ時勢になつては、東京人が上方に対してケチな反感を抱いても追つ付かなくなつてしまつたが」と記しており、同年には既に東京に鶴源が進出していた。
宮本又次が「法善寺界隈由来記」で簡単に解説するところによれば、「鶴源は天婦羅屋、大阪風の衣のややあついテンプラ、主人は文楽の三味線引きの鶴澤清六。酒は菊正。梅月や天寅に比敵する一流店であった」。また、長谷川幸延は著書『笑説法善寺の人々』や『味の芸談』において、鶴源をとりあげており、天婦羅を揚げる清六の「うちは天婦羅だす。酒のみはるのやったら、よその店でどうぞ」という言葉や鶴源に初代喜多村緑郎が通っていたことを記している。
「お多福のすぐ西隣は、天婦羅が看板の「鶴源」である。こういう小路に天婦羅一本で店を出すだけあって、一流の味であった。それだけに、この店では天婦羅はいくらでももとめに応じるが、酒は二本（正一合だったが）しか出さず「うちは天婦羅だす。酒のみはるのやったら、よその店でどうぞ」と、だれにでも二本以上は出さないという、見識を持つオヤジであった。この鶴源の店は、もと文楽座の竹本津太夫の家であった。ここに住んでいたので、俗に法善寺の津太夫といわれた名人で、山城少掾の師匠でもあった人だ。その津太夫に娘があり、婿に迎えたのが、これも三味線の名手で鶴沢清六。山城少掾とは古靱太夫時代の相三味線で、これをリードして大成させた人である。これがまた面白い趣味があって、天婦羅をあげることが得意であった。それがこうじて商売となり、養家を改造してここに鶴源ののれんを吊った。鶴源の鶴は鶴沢の一字をつけたのだろう。が、源の字はなぜか、今はもう、つまびらかではない（註：鶴は養母鶴澤きくから、源は養父七代目綱太夫（三代目津太夫）の本名櫻井源助から。養父母の名前から名付けられている）。そんな清六が、七三でわけた頭髪の、額をテラテラ光らせて「酒のむのやったら、よその店でたのみます」と、長いアゲ箸をあやつって、蝦や穴子をあげていたのが目にうかぶ。（略）この鶴源、酒は菊正の一本ヤリ。ビールを注文すると「天婦羅に、ビールでっか」さも、わが意を得ないという面持ちで渋々出すという、清六自身の三味線のように、皮肉なものであった。鶴源はのちに、東京の築地へ支店を出した。天婦羅屋で逆に東京に店を出したのは、鶴源がはじめてではないか。その意気や壮すべしだ。が、壮とばかりにはしていられなかった。マグロと天婦羅。こればかりは、なんと大阪人がいおうとも「東京には勝てん」と、鶴源もみとめたか、売りものを鯛に代えた。そして、明石鯛の活けものを、飛行機ではこんで、イキのいいところを客に出して人気を獲得した。なだ万の武原はんは近所なので（註：武原はんは木挽町のなだ万の女将をしていた）、これに対して上方料理の粋である精進ものの味で立ち向かったという。そのために湯葉は千丸屋、生麩は麩嘉と、京ものの材料に粋をこらしたという。（略）法善寺の鶴源は、清六の死後いつか酒場になったと記憶する。これも、ここで洋風の店の出来たはじめではなかったか」
「鶴源の天婦羅――。これは、このまま川向うの宗右衛門町へ店を出しても、十分一流で通るだけの味と風格を持っていた。殊に、ここの穴子はやや大ぶりでありながら、その揚がり加減の軽さは素晴らしく、まずしい私の食歴であるが、御霊さんの裏の天寅と、こことに止めをさした。どちらも大阪流の、衣のやや厚手のそれであるが、格別のうまさであった。当時は、今のような味も色も薄いお座敷天婦羅風のようなものは、笠屋町の福増がやりはじめたのが、私の口に入ったはじめで、それもずっと後であったと記憶する。しかし、ここは勘定が少し張る。当時の私の小遣では、そう度々は行けなかった。が、面白い事に、ここではどんな客にも銚子は二本以上出さなかった。もう一本というと、親父は笑って手を振りながら「それくらいで、恰度よろしい……」といった。天婦羅を食わせる店で、酔いたかったらよそで飲んでくれという気風であったらしい。親父は文楽の三味線の名手、鶴沢清六。酒は菊正であった。が、この店は喜多村緑郎と行くと、又べつであった。ネタは特に吟味したし、酒もいと目をつけずに出した。喜多村がこの店を愛したのか、清六の方で贔屓だったのか、今は忘れた。喜多村が、座談の名人である事は、定評がある。何しろ、芝居がすんでからだから、彼が胡坐をかいてウヰスキーの角壜を引きつけ、足の裏を叩いて興至ると、東の白むことなど珍しくない。実に、聴くものをして飽かせなかった。必ず「話は、簡単なんだがね」と前おきするが、ちっとも簡単なことではありはしない。微に入り細をうがつ。まさか鶴源で徹夜というわけには行かなかったが、一時、二時は平気であった」
喜多村緑郎が鶴源を贔屓にしていた事は『喜多村緑郎日記』に何度も鶴源が言及されているからも読みとれる。「野沢（註：英一）が来たので、一緒に、帰途、鶴源で飯を食つて」（大正14年5月18日）「雪岡（註：光次郎）と、鶴源にてめしをくつて戻る」（同7月6日）「帰途、雪岡をつれて鶴源で飯をくつて戻つた」（同7月22日）「今夜は、一番目の稽古なので、何んだか、このせつのみつゞけたので、飲まないと淋しい気がして、野沢をつれて、鶴源へいつた。あとから武村もよんだ。一時半迄そこでのんで、自動車で帰宅した」（同11月25日）、「鶴源で天麩羅を食つて皆一同のむ」（同12月29日）「午後八時頃自動車で、鶴源へ天ぷらを食ひに出かけて」（大正15年9月5日）「夜、花月へいつて落語を聞いて、鶴源で飯を食つて帰る」（同12月2日）「瀬戸（註：英一）が、田中の宿へ来る。鶴源から度々電話をかけてゐたが、たまらなくなつてやつて来る。そこで役割の事を話し合つて、三人でまた鶴源でいつて呑んで瀬戸と一緒に戻る」（同12月17日）「帰途妻と鶴源でめしを食つて心斎橋筋を歩いてもどる」（昭和4年6月2日）「役を了へて、雪岡をつれて鶴源で飯をくつて、成瀬バーへよつて一人戻る」（同6月4日）「役を了へて鶴源からとりよせて飯をくつてから、小堀（註：誠）と放送局へゆく」（同6月10日）
直木三十五も鶴源を贔屓にしており、「大阪の腰掛の店では、矢張り「天寅」と「鶴源」とが一番よく行くところであらう。「鶴源」は場所がいゝ」と鶴源を一番よくいく店であると紹介している。一方で、「例へば「鶴源」は、十種類の料理で、年中大して変りがない」と清六の職人気質の経営方針を評している。「空腹を感じ「鶴源」へ食事をしに行く。（略）鶴源二圓五十銭」と普段使いしている様子も読みとれる。
昭和17年（1942年）電気協会の「電氣普及の思出と将来を語る」という対談に「（註：ガスではなく、電気・電熱を家庭用に応用する研究で）失敗した方は天麩羅に応用した場合であります、千日前法善寺境内鶴源の例ですが、小さい場所に土のかまどを使用してをられたところに電熱を応用したのでありますが、御承知のやうに天ぷらの油は火を切りますとすぐさめなければいけない、それが予熱の為めに逆に熱くなるものですから油がこげるのですネ、又ニクロム線が切断した時に、電話がかゝつて来てすぐ行きましても、部分品の関係などで修繕が即日出来ず、その翌日もなほらぬとふ場合があつたものですから、営業に支障を起こしてこの方面はうまくゆかなかつた」と大阪市電（大阪市営電気供給事業）の永井七郎氏は回顧している。詳しい経緯は不明であるものの、ガスではなく電熱を利用して天ぷらを揚げようとする試みが鶴源で行われていた。
片岡鉄兵のプロレタリア文学『無明』の作中で東京の芸者である清香が「上方に行つたら、（略）おいしい物をうんと食べませうよ。神戸では、牛肉が食べたいわ、大阪では鶴源にね」と発しており、鶴源の評判は東京へも聞こえていた。
門弟にして義弟である二代目鶴澤道八（初代清友・六代目徳太郎）は12歳で出身地の岡山から出てきて清六に入門した当時、鶴源の天丼を岡持ちで配達としていたと、道八の孫である六代目竹本織太夫が自身の著書『文楽のすゝめ』で明らかにしている。

## 六代目
（大正4年(1915年)年8月21日 - 昭和56年(1981年）11月12日）
初代鶴澤清友 → 六代目鶴澤徳太郎 → 二代目鶴澤道八

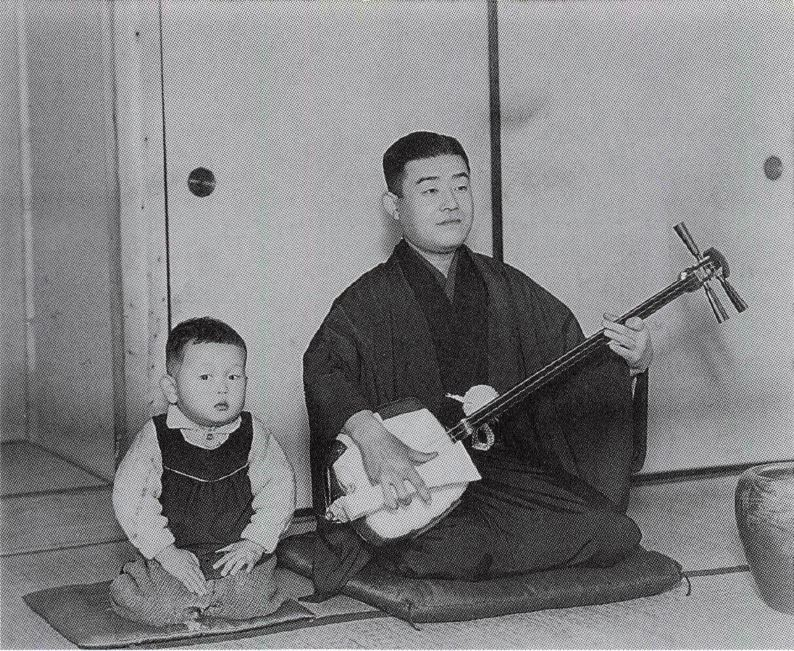
六代目鶴澤徳太郎（隣は息子の鶴澤清治）

本名：坪井澤一。岡山県矢掛町出身。四代目鶴澤清六門弟、後に初代鶴澤道八門弟。父は三代目鶴澤清糸。義兄に四代目鶴澤清六。養子に初代鶴澤清治、孫には、六代目竹本織太夫、鶴澤清馗。曾孫には、二代目豊竹咲甫太夫、鶴澤清斗。門弟には、二代目鶴澤清友、鶴澤清介、鶴澤八介。孫弟子に、 孫弟子に、二代目鶴澤藤蔵（五代目鶴澤清二郎）、鶴澤清志郎、鶴澤清馗（初代鶴澤清治門弟） 四代目鶴澤友之助（二代目鶴澤清友門弟）、鶴澤清丈'、鶴澤清公、鶴澤清允、鶴澤清方、鶴澤清斗（鶴澤清介門弟）がいる。
このように、血縁である養子鶴澤清治一門、孫の鶴澤清馗、名跡を継承した四代目鶴澤友之助を除き、直弟子から孫弟子に至るまで門弟の名前の二文字目には全て四画の漢字が当てられている（清「友」・清「介」・八「介」・清「丈'」・清「公」・清「允」・清「方」・清「斗」全て四文字）。これは、清六の「六」の字が四画であることに由来し、自身は二代目鶴澤道八を襲名したものの、六代目鶴澤徳太郎を襲名したことで鶴澤清六家の当主となったからである。
昭和3年（1928年）四代目鶴澤清六に入門。初代鶴澤清友を名乗る。昭和5年（1930年）から2年余り初代鶴澤道八の内弟子となる。昭和31年（1956年）1月道頓堀文楽座杮落公演『絵本太功記』「尼ヶ崎の段 前」で豊竹松太夫（三代目竹本春子太夫）を弾き、六代目鶴澤徳太郎を襲名。昭和45年（1970年）4月道頓堀朝日座、5月東京国立劇場『義経千本桜』「道行初音旅」で二代目鶴澤道八を襲名。この「道行初音旅」は、太夫：四代目竹本越路太夫、四代目竹本津太夫、九代目竹本文字太夫（七代目竹本住太夫）、豊竹十九太夫、竹本緑太夫。三味線：シンに二代目鶴澤道八、六代目鶴澤寛治、十代目竹澤弥七、八代目竹澤團六（七代目鶴澤寛治）、四代目竹澤團二郎（竹澤團七）、鶴澤清治と、その当時の文楽座が誇るフルメンバーであった。
高木浩志は著書『文楽入門』で六代目鶴澤徳太郎（二代目鶴澤道八）について「清治を本当に可愛く思っているようで、リサイタルでもまめまめしく世話をしてやりながら、若い人の時代ですワ、私はもう一軒宿屋でも建てて隠居したい、などといっていましたが、とんでもない、この人あたりの統率力、今日性、具体的な教授法が、ものをいう時期が目前なのです。襲名したのも、新弟子をとったのも、まあやる気十分といったところでしょう。」と記している。